# Che Guevara
(Ernesto Che Guevara)
Ernesto Guevara de la Serna, più noto come il Che (el Che in spagnolo: pronuncia /el ˈʧe/), Che Guevara o semplicemente Che (Rosario, 14 giugno 1928 – La Higuera, 9 ottobre 1967), è stato un rivoluzionario, guerrigliero, scrittore, politico e medico argentino.
Guevara fu membro del Movimento del 26 luglio e dopo il successo della rivoluzione cubana assunse un ruolo nel nuovo governo, secondo per importanza solo a Fidel Castro, suo alleato politico. Nella prima metà del 1965 lasciò Cuba per attuare la rivoluzione socialista in altri Paesi, prima nell'ex Congo belga (ora Repubblica Democratica del Congo), poi in Bolivia. L'8 ottobre 1967, a La Higuera (dipartimento di Santa Cruz), venne ferito e catturato da un reparto antiguerriglia dell'esercito boliviano assistito da forze speciali statunitensi costituite da agenti speciali della CIA. Il giorno successivo venne giustiziato sommariamente e mutilato delle mani nella scuola del villaggio. Il suo cadavere, dopo essere stato esposto al pubblico a Vallegrande, fu sepolto in un luogo segreto e ritrovato da una missione di antropologi forensi argentini e cubani, autorizzata dal governo boliviano di Sanchez de Lozada, nel 1997. Da allora i suoi resti riposano nel mausoleo di Santa Clara di Cuba.
La figura di Guevara ha suscitato grandi passioni sia in suo favore sia contro: dopo la sua morte è divenuto un'icona dei movimenti rivoluzionari di sinistra, oltre che degli stessi cubani e di tutti quelli che si riconoscevano nei suoi ideali.
La fotografia ritratto di Che Guevara, chiamata Guerrillero Heroico e opera di Alberto Korda, dopo la sua morte divenne una delle immagini più famose e riprodotte al mondo, nelle sue varie versioni, del XX secolo. Usata e riprodotta per scopi simbolici, artistici e pubblicitari, è stata definita dal Maryland Institute College of Art come la foto più celebre di sempre. Nonostante il successo commerciale, Korda non ne trasse alcun guadagno.

## Biografia

### Infanzia e gioventù

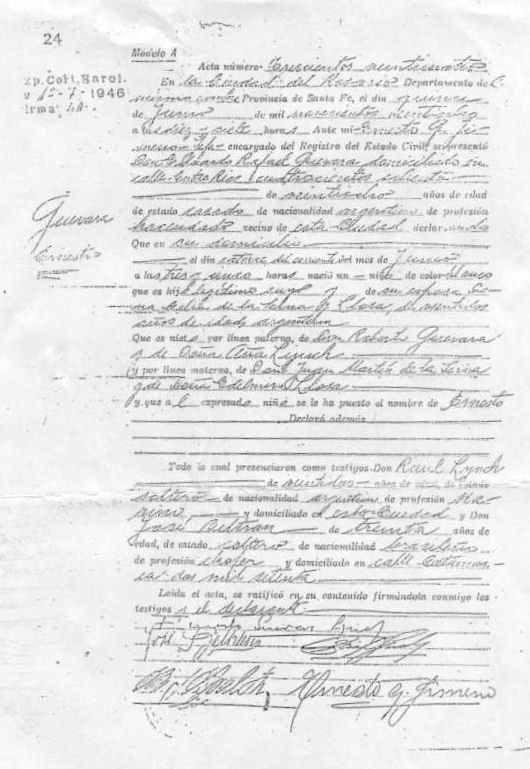
L'atto di nascita di Ernesto Guevara

Ernesto Guevara nacque a Rosario il 14 giugno 1928 in un'abbiente famiglia borghese, primogenito dei cinque figli (tre maschi e due femmine) di Ernesto Rafael Guevara Lynch (1900-1987), un imprenditore argentino di origini basche ed irlandesi, e di Celia de la Serna (1906-1965), un'attivista politica e femminista militante, atea ed anti-clericale, proveniente da un'agiata famiglia parte della cosiddetta "oligarchia del bestiame argentina", di remote origini spagnole (più precisamente della Cantabria), basche e guaraní (secondo lo storico e genealogista Narciso Binayán Carmona, la madre di Che Guevara sarebbe stata una diretta discendente del conquistador Domingo Martínez de Irala). In accordo con le norme dell'onomastica spagnola, il nome legale di Ernesto Guevara viene talvolta accompagnato da de la Serna e/o Lynch.
La coppia era colta, aveva tratti bohémiens e trasmise ai propri figli spensieratezza, spirito di avventura e interesse per la letteratura, i quali caratterizzeranno Ernesto nel corso della sua vita. In quanto alla data di nascita si hanno notizie controverse: nella biografia redatta da Jon Lee Anderson, è citata l'affermazione della madre, poi riferita da terzi, secondo cui la data corretta sarebbe il 14 maggio, mentre le altre fonti concordano sul 14 giugno. Pochi giorni dopo essere venuto al mondo, il piccolo Ernesto contrasse una broncopolmonite che quasi lo uccise. Gli anni della prima infanzia li trascorse a Caraguatay, nella provincia di Misiones.

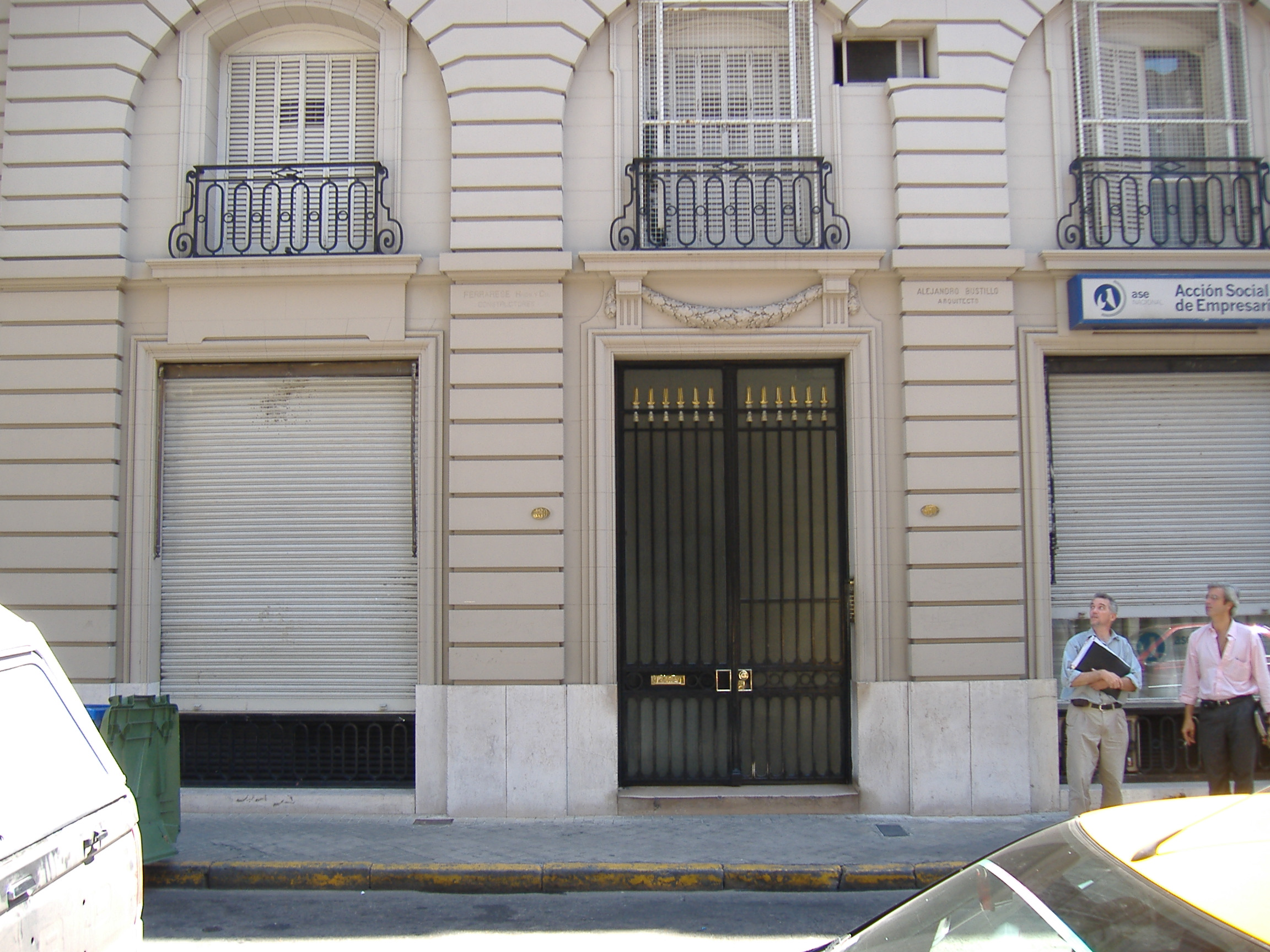
La casa natale di Ernesto "Che" Guevara a Rosario

Nel maggio del 1931 gli venne diagnosticata l'asma. Gli attacchi della malattia erano molto acuti e lo affliggeranno per tutta la vita, oltre a pesare fortemente sull'economia della famiglia, non sempre florida. Per mitigare le sofferenze del giovane Ernesto, la famiglia si spostò in cerca di un clima secco di montagna: essa si trasferì dapprima a Córdoba e poi ad Altagracia, un piccolo villaggio in provincia di Córdoba, dove Ernesto vivrà dai cinque ai diciassette anni. Non poteva frequentare la scuola con regolarità a causa della malattia e fu quindi la madre a insegnargli a leggere e a scrivere. Nel 1936 incominciò a frequentare la scuola in modo non regolare.
Altra passione giovanile furono gli scacchi, gioco insegnatogli dal padre nelle molte ore nelle quali l'asma lo costringeva a letto, nonostante Ernesto cercasse sempre di imporsi sulla malattia. Il ragazzo si adirava quando capiva che gli lasciavano vincere le partite deliberatamente. Nel 1939 conobbe lo scacchista cubano campione del mondo José Raúl Capablanca e all'età di dodici anni partecipò a diversi tornei scacchistici locali. Imparò a maneggiare la pistola fin dai cinque anni e le domeniche era solito andare a sparare al bersaglio col padre. Durante l'adolescenza, si appassionò alla poesia, specialmente a quella di Pablo Neruda; come molti sudamericani della sua estrazione sociale e culturale, nel corso degli anni Guevara scrisse diverse poesie. Era un lettore vorace ed eclettico, con interessi che variavano dai classici dell'avventura di Jules Verne, Alexandre Dumas, Robert Louis Stevenson, Miguel de Cervantes ed Emilio Salgari ai saggi di Sigmund Freud e Carl Gustav Jung e ai trattati filosofici di Friedrich Nietzsche e Bertrand Russell. Nonostante l'educazione borghese, i suoi amici erano i ragazzi poveri di Córdoba, che lo ricorderanno come audace e sicuro di sé.
Nel 1940, durante la seconda guerra mondiale, il padre di Ernesto si unì alla Acción Argentina, un'organizzazione antifascista simpatizzante con gli Alleati. Anche il giovane Ernesto ottenne, a soli dodici anni, la tessera personale e si offrì di indagare sulla presenza di nazisti fra i tedeschi che vivevano nella zona di Altagracia. A tredici anni incominciò il suo primo lavoro, raccoglitore di uva in uno dei vigneti della regione, ma dopo soli tre giorni di attività fu costretto ad interromperlo a causa degli attacchi d'asma; il proprietario del vigneto non gli pagò il dovuto. Nel 1942 si iscrisse al liceo pubblico e incontrò i fratelli Granado, Tomás, suo compagno di classe, e Alberto, maggiore di sei anni.
Si dedicò allo sport, specialmente al rugby (militò per un breve periodo anche nel San Isidro), con ottimi risultati nonostante l'asma, che lo costringeva a portarsi l'inalatore antiasmatico a bordo campo In questo contesto acquisì il soprannome Fuser, contrazione di Furibondo Serna, suo tipico grido quando partiva all'attacco, e più tardi quello di el Chancho, "il maiale", perché era sempre sporco.
La sua passione per la letteratura non si era affievolita: leggeva Jack London, Pablo Neruda (che recitava ad alta voce, dimostrando un'ottima memoria), Horacio Quiroga, José Ingenieros, John Steinbeck, Émile Zola, William Faulkner (di cui lo colpì Santuario), persino Charles Baudelaire in lingua originale (il francese gli venne insegnato dalla madre). Si appassionò inoltre alla psicologia, leggendo Sigmund Freud, Carl Gustav Jung e Alfred Adler. Acquisì un grande interesse per il personaggio del Mahatma Gandhi, che divenne l'eroe della sua gioventù, e si impressionò molto quando venne a sapere del suo assassinio. Nonostante questa ammirazione per Gandhi, Guevara non condivideva la sua idea secondo la quale il privilegio potesse essere distrutto senza violenza. Molto forte fu anche l'influenza di Jawaharlal Nehru e il suo libro La scoperta dell'India divenne uno dei libri preferiti di Guevara. Fra le sue letture, delle quali prendeva nota e che commentava sui libri – per un paio d'anni scrisse anche un piccolo dizionario filosofico –, si contano anche Stéphane Mallarmé, Friedrich Nietzsche, Friedrich Engels e Karl Marx, Federico García Lorca, Antonio Machado e Paul Verlaine. I suoi voti al liceo erano buoni per le materie umanistiche, come letteratura, filosofia e storia, e scarsi per quelle scientifiche, cioè matematica e storia naturale, e anche per inglese e musica. Come affermò lo stesso Che, sebbene cominciasse a esprimersi il suo antimilitarismo, durante la sua adolescenza le cause sociali non lo interessavano e non partecipò in alcun modo a lotte politiche o studentesche. A causa dell'asma venne riformato dal servizio militare e si iscrisse alla facoltà di ingegneria, lavorando poi alla costruzione di opere pubbliche e a progetti viabilistici. In seguito alla morte della nonna, alla quale Ernesto rimase vicino per gli ultimi diciassette giorni di vita, e forse a causa dell'esperienza maturata con la propria asma, decise di abbandonare ingegneria e iscriversi alla facoltà di medicina, sognando – come rivelò lo stesso Che – di diventare un famoso ricercatore. Il primo anno di università non fu brillante, principalmente perché studiava gli argomenti che gli interessavano, come quelli di psicologia, e non quelli del suo corso. Continuavano le passioni per gli scacchi e per il rugby: perse in una simultanea con il grande maestro Miguel Najdorf, mentre sorprendeva tutti correndo sul campo di rugby per ottanta minuti nonostante l'asma. Durante il periodo universitario il Che dimostra i suoi primi timidi interessi nella politica, accusando i marxisti della Juventud Comunista di essere settari e privi di elasticità.
Nella tarda adolescenza si appassionò alla fotografia. Anni dopo avrebbe fotografato i siti archeologici visitati nei suoi viaggi. Studiò dal 1941 nel Colegio Nacional Deán Funes e, nel 1948, si iscrisse all'Università di Buenos Aires per studiare medicina: dopo diverse interruzioni, si laureò il 12 luglio 1953.

### Il Sudamerica in motocicletta

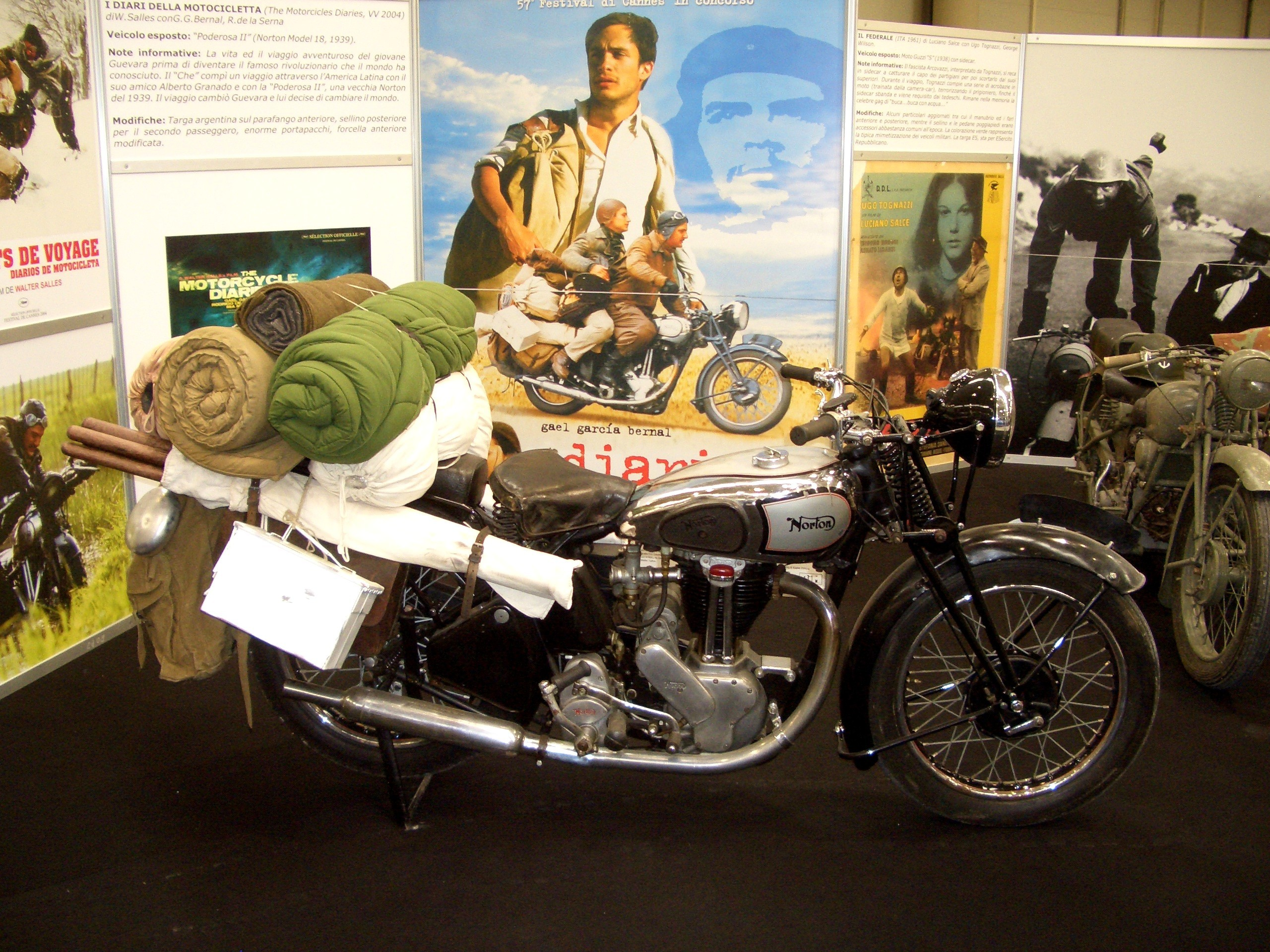
La motocicletta Norton utilizzata nelle riprese del film I diari della motocicletta

Guevara adattò alla sua bicicletta un piccolo motore, un Garelli Mosquito, e partì il 1º gennaio 1950 per un viaggio in solitaria nelle province rurali del nord dell'Argentina. Dal febbraio 1951 cominciò a lavorare come infermiere su mercantili e petroliere e viaggiando su di essi raggiungerà il Brasile, Trinidad e Tobago e Venezuela. Nel 1951 un suo vecchio amico, il biochimico Alberto Granado, suggerì a Guevara di prendere un anno di pausa dagli studi in medicina per intraprendere il viaggio attraverso il Sudamerica che per anni si erano proposti di fare. Guevara e Alberto partirono dalla città di Alta Gracia a cavallo di una motocicletta Norton 500 del 1939, cui Granado aveva dato il soprannome di La Poderosa II ("La Potente II"). Dopo un grave incidente a Temuco, che causerà danni al telaio della motocicletta, i due rimasero colpiti dalle penose condizioni dei minatori cileni sfruttati dalle compagnie inglesi, nonché dal razzismo e dal maltrattamento subito dagli indigeni peruviani. Cruciale fu l'arrivo al lebbrosario di Huambo, tenuto in pessime condizioni, dove i due si offrirono come medici. In Perù, Guevara rimase affascinato da Cusco e dal Machu Picchu. A Lima i due incontrarono il dottor Hugo Pesce, esperto della ricerca sulla lebbra e marxista. Un mese dopo raggiunsero il lebbrosario di San Pablo, dove svolsero ancora attività mediche. Durante il soggiorno al lazzaretto Guevara attraversò a nuoto il Rio delle Amazzoni. I due vennero colpiti dal forte contrasto fra ricchezza e miseria a Caracas, ultima tappa del viaggio, dove Guevara si separò da Granado volando con un aereo a Miami; nella città Guevara trascorse venti giorni, i quali verranno ricordati dallo stesso Che come i più duri e più amari della sua vita.
Questo viaggio, raccontato nel diario personale Latinoamericana (Notas de viaje) – da cui venne tratto il film I diari della motocicletta del 2004 –, rappresentò una svolta nella vita di Ernesto Guevara, che da questo momento incominciò a interessarsi alle questioni politiche. Dopo aver visto la povertà di massa ed essere stato influenzato dalle letture sulle teorie marxiste, concluse che solo la rivoluzione avrebbe potuto risolvere le disuguaglianze sociali ed economiche dell'America Latina. I suoi viaggi gli fornirono anche l'idea di non vedere il Sudamerica come una somma di diverse nazioni, ma come un'unica entità, per la liberazione della quale era necessaria una strategia di respiro continentale. Cominciò a immaginare la possibilità di una Ibero-America unita e senza confini, legata da una stessa cultura (mestizo); questa idea assumerà notevole importanza nelle sue ultime attività rivoluzionarie. Ritornato in Argentina, riprese a studiare in modo quasi maniacale e si laureò il 12 giugno 1953, con specializzazione in allergologia, mentre erano già in progetto altri viaggi per l'America del Sud e l'America centrale.

### In Guatemala
Guevara ricominciò a viaggiare, visitando Bolivia, Perù, Ecuador, Panama, Nicaragua, Honduras ed El Salvador, per lo più paesi in cui erano in corso disordini e sommosse e con un equilibrio politico piuttosto instabile. In Costa Rica, dove maturò il disprezzo per i domini della United Fruit, conobbe importanti esiliati politici – fra i molti Juan Bosch, Rómulo Betancourt e Manuel Mora Valverde –, alcuni dei quali avevano fronteggiato la dittatura di Fulgencio Batista nell'assalto alla Caserma Moncada e che lo portarono a conoscenza di Fidel Castro, sul cui valore il Che si mostrò inizialmente scettico. Raggiunse poi il Guatemala dove il presidente Jacobo Arbenz Guzmán guidava un governo populista che cercava di portare avanti una rivoluzione sociale attraverso varie riforme, soprattutto fondiarie, e che sembrò suscitare ammirazione in Guevara.
Il principale contatto di Guevara in Guatemala fu la socialista Hilda Gadea, intellettuale peruviana esiliata dalla dittatura di Manuel A. Odría a causa della sua partecipazione all'Alleanza Popolare Rivoluzionaria Americana – disprezzato dal Che –, che lo introdusse in ambienti vicini al governo Arbenz. Guevara prese anche contatto con diversi esuli cubani, legati a Fidel Castro, tra cui Antonio Ñico López, che aveva preso parte all'attacco della caserma Carlos Manuel de Céspedes a Bayamo – avvenuto lo stesso giorno dell'assalto alla Caserma Moncada –, e che sarebbe morto al ponte Ojo del Toro poco dopo lo sbarco a Cuba della Granma. Guevara si unì a questi moncadistas nella vendita di oggetti religiosi connessi al culto del Cristo nero e aiutò anche due medici venezuelani specialisti della malaria, Vega e Peñalver. Nei tentativi di lavorare come medico nei sindacati si scontrò con il collegio medico, che definì «assolutamente reazionario» perché gli precluse diverse possibilità di lavoro. La passione per la letteratura e le discussioni sul marxismo fortificano i rapporti fra Guevara e Gadea, tanto che egli le chiese di sposarlo, ma lei si mostrò titubante.
La sua situazione economica era piuttosto precaria e fu costretto a dare in pegno alcuni gioielli di Hilda. Il 15 maggio 1954, arrivò per nave un carico d'armi di marca Škoda, inviato dalla Cecoslovacchia comunista a sostegno del governo Arbenz. Il carico, stimato in 2 000 tonnellate dalla CIA e in appena due tonnellate da Jon Lee Anderson (si pensa però che la stima di Anderson sia il risultato di un errore di stampa), venne usato come pretesto per l'inizio dell'attacco: un piccolo esercito, armato e finanziato dalla CIA (appoggiata dalla United Fruits) e comandato da Castillo Armas, entrò in Guatemala il 18 giugno, mentre nei giorni precedenti si era formato un clima di propaganda e disinformazione (secondo l'operazione PBSUCCESS) e la popolazione civile era stata bombardata. A partire dal 25 giugno i comandi militari di Arbenz si rifiutarono di obbedire e lo obbligarono a dimettersi. In pochi giorni i golpisti presero il potere. Guevara prestò il suo aiuto arruolandosi come medico in una brigata di sinistra, e dopo la sconfitta si impegnò nell'organizzare una sorta di resistenza, mentre Gadea venne arrestata per pochi giorni.
Il colpo di Stato contro Arbenz consolidò l'opinione di Guevara che gli Stati Uniti fossero una potenza imperialista, che si sarebbe sempre opposta ai governi intenzionati a ridurre le disparità economiche, endemiche in America Latina e negli altri paesi in via di sviluppo. Questo rafforzò ulteriormente la sua convinzione secondo cui solo il socialismo, raggiunto attraverso la lotta armata e difeso dal popolo in armi, avrebbe risolto i problemi dei paesi poveri.

### La rivoluzione cubana

Fronte della banconota cubana da 3 pesos

Guevara abbandonò dunque il Guatemala per recarsi in Messico, dove giunse il 21 settembre 1954, ma sognava di partire per altri luoghi, soprattutto l'Europa. Qui lavora come cronista scrivendo articoli sui Giochi panamericani del 1955. Mentre si consolidava l'unione con Gadea, Guevara incontrò numerosi esuli già conosciuti, fra cui Ñico López, i quali lo misero in contatto con l'esule cubano marxista Raúl Castro, che aveva partecipato all'assalto alla caserma Moncada e che gli presentò suo fratello Fidel Castro, leader del Movimento del 26 luglio. Durante una fervida conversazione durata tutta la notte, Guevara rimase profondamente impressionato dalla figura di Castro e decise di aderire al movimento rivoluzionario che voleva abbattere il dittatore cubano Fulgencio Batista.
Anche se i piani prevedevano che Guevara sarebbe stato solo il medico del gruppo, partecipò all'addestramento militare insieme con gli altri membri del movimento e, alla fine del corso, fu segnalato dall'istruttore, il colonnello Alberto Bayo, come il migliore degli allievi. Nell'agosto del 1955 Gadea scoprì di essere incinta. Il 18 agosto dello stesso anno Guevara e Gadea si sposarono e la loro figlia, che chiamarono Hilda Beatríz, nacque il 15 febbraio 1956.
Ritornato a Città del Messico dopo il viaggio di nozze compiuto nel novembre 1955, Guevara ottenne la cattedra di fisiologia alla Universidad Nacional Autónoma de México, ma non la accettò. Nel frattempo si iniziava a formare un piccolo nucleo di sovversivi, con un'importante componente femminile, intorno alla figura di Fidel Castro e strettamente legato al Movimento del 26 luglio. Tale gruppo si dedicò per tre mesi agli allenamenti, ai quali partecipò anche Guevara mettendo in mostra ottime abilità. È durante questo periodo che Ernesto Guevara acquisì il soprannome Che, attribuitogli dai compagni di lotta cubani, che lo accompagnerà per sempre. Esso nacque dal fatto che Guevara soleva utilizzare spesso l'intercalare che, parola senza un significato preciso – equivalente ai termini italiani ehi, bene, dunque – utilizzata molto frequentemente in Argentina per richiamare l'attenzione di un interlocutore.
Sventato un complotto per uccidere Fidel, il 20 e il 21 giugno 1956 venne effettuata una retata da parte delle autorità messicane in accordo con la polizia cubana. Fra i tanti furono arrestati anche Hilda, la bambina e Guevara, che ammise di fare parte del movimento rivoluzionario e venne rilasciato solo 57 giorni dopo, forse in cambio di un'ingente somma di denaro. Poco prima della partenza Fidel strinse accordi politici con esponenti rivoluzionari, fra i quali Frank País e José Antonio Echeverría, necessari per la riuscita della missione. A causa della presenza di un traditore nel gruppo, i membri furono costretti a partire all'improvviso (Guevara non si portò le medicine per l'asma e soffrì molto durante il viaggio) affinché non potesse essere avvisata la polizia in tempo.
Riuniti il 24 novembre 1956 a Tuxpan, nella provincia messicana di Veracruz, 82 uomini si imbarcano il giorno seguente sulla nave Granma; Guevara, l'ex partigiano Gino Donè Paro (unico europeo partecipante), il messicano Alfonso e il dominicano Ramon Mejías, detto Pichirillo, erano i soli non cubani a bordo. Il viaggio non fu facile a causa del più che eccessivo numero di persone a bordo, del continuo maltempo e delle pessime condizioni dell'imbarcazione. Il 2 dicembre avvenne lo sbarco alla spiaggia di Las Coloradas, una zona paludosa vicino a Niquero. Poco dopo furono attaccati dai militari di Batista e la metà di loro cadde in combattimento o fu uccisa dopo la cattura. In uno degli scontri col nemico, Guevara subì da un proiettile una ferita al collo, che credette mortale. Si unì poi al gruppo condotto da Juan Almeida, attanagliato dalla fame e dalla sete. I dodici sopravvissuti, a cui si aggiunsero cinque contadini incontrati dopo lo sbarco (per un totale di diciassette uomini), si riorganizzarono e fuggirono sulle montagne della Sierra Maestra per condurre la guerriglia contro il regime. Nelle azioni militari Guevara agì sia come combattente sia come medico (in particolare nel ruolo di dentista), curando anche i soldati feriti dell'esercito, ma non rivestiva ancora un ruolo fondamentale all'interno del Movimento del 26 luglio; si prestò come medico anche nei piccoli villaggi incontrati. Nel frattempo si ingrossavano le file dei combattenti, mentre il Che soffriva per i fortissimi attacchi d'asma e per le febbri malariche. Guevara uccise Eutimio Guerra, il delatore del gruppo che causò numerose vittime fra i contadini che aiutavano i rivoluzionari. Nel luglio 1957 Fidel lo nominò comandante della seconda colonna dell'esercito guerrigliero, la quale avrebbe dovuto operare nella valle El Hombrito, a est del Pico Turquino; a proposito il Che nel suo diario si definì «l'uomo più orgoglioso del mondo». Il primo attacco del reparto fu quello alla caserma di Bueycito. Alla colonna del Che si unirono altri combattenti, tra cui alcuni adolescenti come Leonardo Tamayo e i fratelli Acevedo, a molti dei quali insegnerà a combattere e a leggere e scrivere. Alla fine di agosto i 72 soldati affrontarono con poche armi la colonna nemica comandata da Merob Sosa, costituita da 205 uomini ben equipaggiati, i quali tuttavia furono costretti a ritirarsi. Nel bisogno di creare una rete di contatti Guevara si scontrò più volte con i coordinatori rivoluzionari della città, diffidando da essi più a torto che a ragione. La colonna si arricchì con l'arrivo di Camilo Cienfuegos oltre che di tre ex nemici convertiti alla rivoluzione.
Sulla Sierra Maestra nel novembre 1957 vennero incominciate le stampe del giornale El Cubano Libre, stampato clandestinamente, da un'idea dello stesso Guevara, che gli dedicò notevole impegno. Un altro progetto di cui si occupò fu Radio Rebelde, che dal 24 febbraio trasmise a onde corte gli obiettivi del movimento rivoluzionario. Il 29 novembre la colonna del Che si fronteggiò contro il reparto nemico di Sánchez Mosquera nella battaglia di Mar Verde, al termine della quale il comandante Guevara si distinse ancora una volta per opporsi alla fucilazione di soldati nemici, nonostante mostrava rigore con le proprie truppe. Presto però le truppe del Che furono costrette a lasciare la base di El Hombrito per via di un attacco nemico, durante il quale Guevara rimase ferito al piede sinistro; spostarono il loro accampamento a La Mesa. Forse troppo duro con sé stesso, il comandante Guevara credeva di aver fallito troppe volte e chiese a Fidel di rilevarlo dal comando della sua colonna, ma egli non lo fece. In realtà Guevara era riuscito a creare un’amplissima rete contadina fedele e adulatoria, e in generale stava crescendo il mito e il rispetto attorno alla sua figura. Nonostante ci tenesse a essere sempre in prima linea, per volere di Castro Guevara svolse comunque attività perlopiù di collegamento e coordinamento delle operazioni mentre si svolgevano le azioni più violente della rivoluzione. A ogni modo la colonna del Che divenne più numerosa grazie a un gran numero di contadini giovani, mentre solo tre soldati provenivano dalla spedizione originale del Granma; l'età media si attestava sui 24 anni e, nonostante gli sforzi dello stesso Guevara, il 90% dei membri era analfabeta. Incontrarono lungo la marcia un proprietario statunitense di una piantagione, il quale preparò loro un piccolo banchetto; nonostante fosse una grande tentazione per degli uomini che mangiavano poco e male da mesi, Guevara rifiutò ogni cosa dallo statunitense, che considerava suo nemico.
Negli ultimi giorni del dicembre 1958 Che Guevara diresse l'attacco condotto dalla sua "squadra suicida" (un reparto che svolse le missioni più rischiose dell'esercito rivoluzionario) su Santa Clara. Fu una delle battaglie decisive della rivoluzione, anche se la serie di sanguinose imboscate, prima durante la offensiva sulla Sierra Maestra poi sulla Guisa e l'intera campagna delle pianure di Cauto probabilmente ebbero una maggiore importanza militare. Batista, dopo essersi accorto che i suoi alti ufficiali, come il generale Cantillo che aveva incontrato Castro allo zuccherificio abbandonato "Central America", stavano stipulando una pace separata, fuggì nella Repubblica Dominicana il 1º gennaio 1959.

### Nel governo cubano

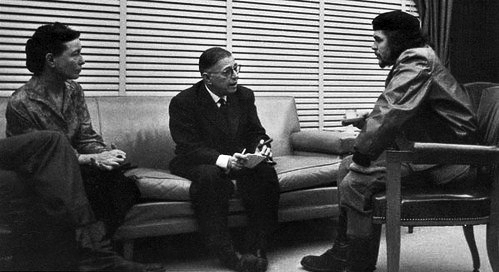
Guevara con Simone de Beauvoir e Jean-Paul Sartre a Cuba, nel 1960; Sartre lo definirà «l'essere umano più completo del nostro tempo»

Il 2 gennaio 1959 la colonna del Che entrò nella capitale di Cuba, L'Avana, e occupò la fortezza militare "La Cabaña", eretta al tempo della colonizzazione spagnola. Per i sei mesi in cui rivestì l'incarico di comandante della prigione esaminò le domande di grazia presentate in seguito ai processi e alle esecuzioni di circa 55 militari, ex ufficiali del regime di Batista, accusati e condannati per omicidi extragiudiziali e torture. Alcuni di esse erano membri del BRAC (Buró de Represión de Actividades Comunistas, "Ufficio repressione attività comuniste"). In questo periodo organizzò una scuola di alfabetizzazione per tutti gli ex combattenti e incontrò Salvador Allende. Successivamente il Che dedicherà al futuro Presidente del Cile il libro La guerra di guerriglia: "A Salvador Allende che con altri mezzi cerca di ottenere la stessa cosa. Con affetto, Che".
Il 7 febbraio 1959, il nuovo governo nominò Guevara "Cittadino cubano per diritto di nascita". Poco dopo, Guevara incominciò le procedure di divorzio, per porre una fine anche formale al suo matrimonio con Hilda Gadea, da cui si era separato, nei fatti, già prima di partire dal Messico con la Granma. Il 2 giugno 1959 sposò Aleida March, una cubana che faceva parte del Movimento del 26 di luglio, con cui viveva dalla fine del 1958. Dieci giorni dopo, in rappresentanza del governo partì per il Medio Oriente e l'Asia, alla testa di una delegazione economica che aveva come obiettivo principale l'apertura di nuovi mercati. Nello stesso anno, durante l'estate, visitò la Jugoslavia e fece tappa anche a Fiume, dove i funzionari locali lo accompagnarono nelle fabbriche della zona, come il cantiere navale "3 maggio", per capire il sistema aziendale dell'autogestione delle stesse da parte dei lavoratori.
In seguito, Guevara divenne dirigente dell'Istituto Nazionale per la Riforma Agraria e poi presidente della Banca Nazionale di Cuba (in un certo senso, uno scherzo del destino, poiché aveva spesso condannato il denaro; espresse il suo disagio firmando le banconote col soprannome "Che"). In questo periodo, riemerse la sua passione per gli scacchi e prese parte a molti tornei nazionali e internazionali che si tenevano a Cuba. Desiderava molto incoraggiare i giovani cubani ad accostarsi agli scacchi e organizzò molte attività per stimolare il loro interesse verso il gioco.
Già dal 1959, Guevara aiutò a organizzare tentativi rivoluzionari, a Panama e nella Repubblica Dominicana. In questi tentativi morì Ramón López (Nené), aiutante del comandante Camilo Cienfuegos. Nel 1960 Guevara prese parte ai soccorsi alle vittime in seguito all'esplosione della nave La Coubre. Mentre l'operazione di salvataggio era in corso, avvenne una seconda esplosione. I morti furono oltre cento. Fu in questa occasione che Alberto Korda scattò la sua fotografia più famosa. Non è chiaro se la nave fu sabotata o se esplose per un incidente.
Coloro che favoriscono la teoria del sabotaggio tendono ad attribuirlo alla CIA e spesso attribuiscono la colpa a William Alexander Morgan, un rivale di Guevara nelle forze anti-Batista delle province centrali. Alcuni esuli cubani portano avanti la teoria secondo cui l'attentato sarebbe stato compiuto da alcuni filosovietici, nemici di Guevara. Dopo essere stato direttore dell'Istituto Nazionale per la Riforma Agraria e della Banca Nazionale di Cuba, Guevara venne nominato Ministro dell'Industria. In questa posizione, contribuì a modellare il socialismo cubano, diventando una delle figure politiche più importanti dell'isola.
Nel suo libro La guerra di guerriglia, Guevara sostenne il modello cubano di rivoluzione, cominciato da un piccolo gruppo di guerriglieri (foco), senza la necessità di ricorrere a grandi organizzazioni che sostenessero l'insurrezione armata (dottrina del focolaio). Questa strategia più tardi sarebbe fallita in Bolivia. Nel saggio El socialismo y el hombre en Cuba (1965) sostenne la necessità di creare un "uomo nuovo" (hombre nuevo) assieme allo stato socialista. Durante l'invasione della baia dei Porci (1961), Guevara non partecipò ai principali combattimenti, essendo stato assegnato da Castro a un comando nella provincia più occidentale di Cuba, Pinar del Río, dove respinse un tentativo d'invasione (era un'operazione diversiva, escogitata per distogliere l'attenzione dei cubani dal luogo del vero sbarco). Durante lo svolgimento di questo incarico, patì una ferita al volto, che affermò essere stata causata dallo sparo accidentale della sua pistola. Guevara giocò un ruolo importante nello schieramento a Cuba dei missili balistici sovietici, armati con testate nucleari, causa della crisi dell'ottobre 1962.

### L'allontanamento da Cuba
Nel dicembre 1964 Guevara andò a New York in qualità di capo della delegazione cubana e tenne un discorso all'Assemblea Generale dell'ONU. In quell'occasione, apparve nel programma domenicale d'informazione Face the Nation sulla CBS e incontrò diverse personalità ed esponenti di gruppi politici. Tra loro, il senatore statunitense Eugene McCarthy, componenti del gruppo guidato da Malcolm X e dalla radicale canadese Michelle Duclos. Il 17 dicembre volò a Parigi, dando inizio a un viaggio di tre mesi, in cui visitò la Repubblica Popolare Cinese, l'Egitto, l'Algeria, il Ghana, la Guinea, il Mali, il Dahomey, il Congo-Brazzaville e la Tanzania, con soste in Irlanda, a Parigi e a Praga.
Ad Algeri, il 24 febbraio 1965, fece l'ultima apparizione pubblica sul palcoscenico internazionale, intervenendo al "Secondo seminario economico sulla solidarietà afro-asiatica". Nel suo discorso dichiarò: "In questa lotta fino alla morte non ci sono frontiere. Non possiamo rimanere indifferenti di fronte a quanto accade in ogni parte del mondo. Una vittoria di qualsiasi nazione contro l'imperialismo è una nostra vittoria, come una sconfitta di qualsiasi nazione è una nostra sconfitta". Sorprese quindi il suo uditorio proclamando: "I paesi socialisti hanno il dovere morale di liquidare la loro tacita complicità con i paesi sfruttatori del mondo occidentale". Delineò anche una serie di misure che, secondo lui, i paesi del blocco comunista avrebbero dovuto prendere per raggiungere questo scopo. Ritornò a Cuba il 14 marzo, ricevuto solennemente all'aeroporto di L'Avana da Fidel e Raúl Castro, Osvaldo Dorticós e Carlos Rafael Rodríguez.
Due settimane dopo, Guevara si ritirò dalla vita pubblica e scomparve. Dove fosse restò il grande mistero cubano per tutto il 1965, anche se era sempre genericamente considerato il "numero due" del socialismo cubano dopo Castro. La sua assenza fu variamente attribuita al relativo insuccesso del piano d'industrializzazione che aveva portato avanti da ministro dell'Industria, alle pressioni esercitate su Castro dai Sovietici, allarmati dalle tendenze filocinesi di Guevara, in un momento in cui la frattura tra Mosca e Pechino si approfondiva, oppure a gravi divergenze tra Guevara e il resto della dirigenza cubana sullo sviluppo economico dell'isola e sulla sua linea politica. È anche possibile che Castro fosse stato reso diffidente dalla popolarità di Guevara, che poteva farlo diventare una minaccia. I critici di Castro affermano che le sue spiegazioni sulla scomparsa di Guevara sono sempre sembrate sospette e molti trovano sorprendente che Guevara non dichiarasse mai le sue intenzioni in pubblico, ma solo con una lettera priva di data a Castro.
L'orientamento filocinese di Guevara era sempre più problematico per Cuba, mano a mano che l'economia del paese diventava sempre più dipendente dall'Unione Sovietica. Dai primi giorni della rivoluzione cubana, Guevara era stato considerato un sostenitore della strategia maoista nell'America Latina. Il suo piano per una rapida industrializzazione di Cuba per molti era comparabile alla campagna cinese del Grande balzo in avanti. Secondo diversi osservatori occidentali della situazione cubana, l'opposizione di Guevara alle raccomandazioni e alle condizioni sovietiche, che Castro aveva dovuto accettare, potrebbe essere la ragione del suo allontanamento dalla vita pubblica. D'altronde, sia Guevara sia Castro sostenevano l'idea di un fronte unico tra Unione Sovietica e Cina, tentando anche, senza successo, di riconciliare le due maggiori potenze comuniste.
Durante la crisi dell'ottobre 1962, Guevara percepì come un tradimento sovietico la decisione – presa da Nikita Chruščёv senza consultare Castro – di ritirare i missili da Cuba. Divenne quindi più scettico nei confronti dell'Unione Sovietica. Come emerso dal suo ultimo discorso ad Algeri, del 24 febbraio 1965, aveva incominciato a vedere l'emisfero settentrionale, guidato a ovest dagli Stati Uniti e a est dall'Unione Sovietica, come unica entità sfruttatrice dell'emisfero meridionale. Di fronte alle più diverse ipotesi sul destino del rivoluzionario argentino, Castro, il 16 giugno 1965, disse che l'opinione pubblica sarebbe stata informata su Guevara quando lo stesso Guevara avesse ritenuto opportuno farlo. Intanto le voci si diffondevano sia a Cuba sia all'estero.
Il 3 ottobre di quello stesso anno, Castro rese pubblica una lettera priva di data presumibilmente scrittagli da Guevara diversi mesi prima, in cui questi riaffermava la sua solidarietà con Cuba, ma dichiarava anche la sua intenzione di abbandonare l'isola e di andare a combattere altrove per la Rivoluzione. Nella lettera Guevara spiegava che: "Altri Paesi nel mondo hanno bisogno dei miei modesti sforzi" e annunciava di dimettersi da tutte le cariche che occupava, nel governo, nel partito e nelle forze armate. Rinunciò anche alla cittadinanza di Cuba, che gli era stata concessa nel 1959 per i suoi meriti nella rivoluzione. Durante un'intervista con quattro giornalisti stranieri il 1º novembre, Castro disse di essere al corrente di dove fosse Guevara e aggiunse, riguardo alle voci su una possibile morte del vecchio compagno d'armi, che questi, al contrario, godeva di ottima salute. Dove fosse Guevara restò, comunque, un mistero per i successivi due anni, durante i quali i suoi movimenti rimasero segreti.

### In Congo
Durante un incontro, durato tutta la notte tra il 14 e il 15 marzo 1965, Guevara e Castro si trovarono d'accordo sul fatto che il Che avrebbe guidato personalmente la prima azione militare cubana in Africa. Alcune fonti affermano che Guevara convinse Castro ad affidargli questa impresa, mentre altre sostengono che fu Castro a convincere Guevara a intraprendere la missione, argomentando che le condizioni sociali dei diversi paesi latino americani presi in considerazione come possibili "fuochi" di guerriglia non erano ancora ottimali; lo stesso Castro ha confermato questa seconda versione.

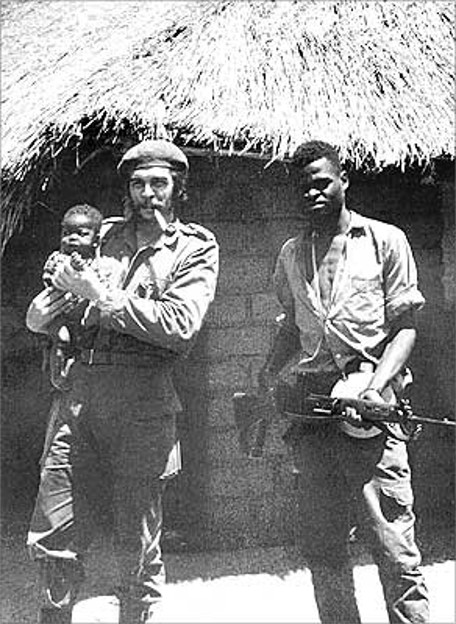
Guevara in Congo, ospite in un villaggio locale

L'operazione cubana nell'ex Congo Belga era finalizzata al sostegno del movimento marxista dei Simba, favorevole a Patrice Lumumba. Durante la missione africana, per un certo periodo Guevara fu assistito dal capo guerrigliero Laurent-Désiré Kabila, che aiutava i sostenitori di Lumumba a condurre una rivolta, soppressa dall'esercito congolese nel novembre 1965. Guevara considerò Kabila insignificante, scrivendo di lui: "Niente mi fa credere che sia l'uomo adatto al momento". Guevara aveva 37 anni ed era privo di un'istruzione militare formale. La sua asma gli aveva infatti evitato il servizio militare in Argentina, fatto di cui fu felice, date le sue opinioni politiche di opposizione al governo. Aveva comunque al suo attivo le esperienze della rivoluzione cubana.
Mercenari sudafricani e britannici ed esuli cubani lavorarono con l'esercito congolese per ostacolare i piani di Guevara. Furono in grado di monitorare le comunicazioni dei reparti agli ordini del rivoluzionario argentino, di tendere imboscate ai guerriglieri e alle truppe cubane ogni volta in cui tentarono un attacco, di interrompere le linee di rifornimento di Guevara. Il proposito di Guevara era quello di esportare la rivoluzione cubana indottrinando i Simba all'ideologia comunista e insegnando loro le strategie della guerriglia.
L'incompetenza, il settarismo e le lotte intestine delle varie fazioni congolesi furono indicate da Guevara come le principali ragioni del fallimento della rivolta. Dopo sette mesi, malato, sofferente per l'asma e frustrato dalle avversità, Guevara abbandonò il Congo con i cubani sopravvissuti (sei membri della sua colonna erano morti). A un certo punto, Guevara fu tentato di rimandare a Cuba soltanto i feriti, rimanendo a combattere da solo in Congo fino alla fine, per offrire un esempio ai rivoluzionari. I suoi compagni d'armi e due emissari di Fidel Castro lo convinsero però a lasciare il campo di battaglia.
Dal momento che Fidel Castro aveva reso di dominio pubblico una lettera che Guevara gli aveva inviato, in cui il rivoluzionario argentino scriveva della sua intenzione a recidere ogni legame con Cuba per dedicarsi interamente alla rivoluzione in altre parti del mondo, il Che non se la sentì moralmente di tornare sull'isola e passò i successivi sei mesi vivendo clandestinamente a Dar es Salaam, Praga e nella Repubblica Democratica Tedesca. Durante questo periodo scrisse le sue memorie sull'esperienza in Congo e cominciò a elaborare altri due libri, uno di filosofia (Apuntes Filosóficos) e uno di economia (Notas Económicas). In tutti questi mesi, Castro seguitò a esortarlo perché tornasse a Cuba, ma Guevara accettò solamente quando capì che sarebbe rimasto sull'isola per i pochi mesi necessari a preparare una nuova impresa rivoluzionaria in America Latina e che la sua presenza sarebbe rimasta strettamente riservata.

### In Bolivia

#### La guerriglia

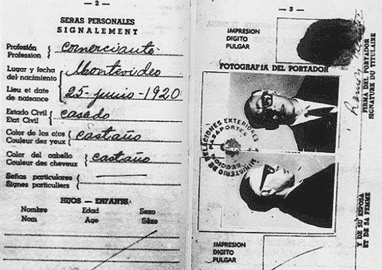
Uno dei passaporti falsi usati da Che Guevara per entrare in Bolivia, camuffato, in questo caso, sotto il nome di Ramón Benítez.

Le ipotesi su dove Guevara potesse essere continuarono a inseguirsi per tutto il 1966 e i primi mesi del 1967. Rappresentanti del movimento indipendentista mozambicano FRELIMO raccontarono di incontri con lui alla fine del 1966 o all'inizio del 1967 a Dar es Salaam, dopo i quali rifiutarono la sua offerta di aiuto al loro progetto rivoluzionario. In un discorso tenutosi durante la manifestazione del 1º maggio 1967 all'Avana, il ministro delle forze armate facente funzione, maggiore Juan Almeida, annunciò che Guevara stava "servendo la rivoluzione da qualche parte nell'America Latina". Le notizie, sempre più consistenti, secondo cui stava conducendo la Guerriglia in Bolivia vennero infine considerate degne di fede.
Su richiesta di Fidel Castro, un pezzo di terreno in una zona remota era stato comprato dai comunisti boliviani perché Guevara lo utilizzasse come base e campo d'addestramento. Probabilmente, per Guevara e i cubani che lo accompagnavano, la scelta di non incominciare a combattere subito, ma di addestrarsi in questo campo nella regione di Ñancahuazú comportò maggiori rischi. Poco fu fatto per gettare le basi di un esercito guerrigliero. La presunta ex operativa della Stasi Haydée Tamara Bunke Bider, più nota con il nome di battaglia di Tania, si era installata a La Paz come principale agente di Guevara. Vennero diffuse voci su una sua collaborazione col KGB e si è spesso ritenuto che abbia servito inconsapevolmente interessi sovietici, portando le autorità boliviane sulle tracce dei guerriglieri. Tania cadde in Bolivia qualche tempo prima di Guevara. Il diario, trovato addosso al suo cadavere, avrebbe aiutato i boliviani a individuare i movimenti dei cubani.
Le numerose foto di Guevara e degli altri membri del gruppo, lasciate nel campo base dopo che questo fu abbandonato a seguito dei primi scontri con l'esercito boliviano nel marzo 1967, fornirono al presidente René Barrientos Ortuño la prova della presenza del rivoluzionario argentino nel paese. Si dice che, dopo averle viste, Barrientos espresse il desiderio di vedere la testa di Guevara piantata su una picca e mostrata nel centro di La Paz. Ordinò quindi all'esercito di dare la caccia al gruppo cubano. Il reparto di Guevara, composto da circa 50 combattenti e denominato ELN (Ejército de Liberación Nacional de Bolivia), era ben equipaggiato e inizialmente conseguì un certo numero di successi contro le forze boliviane, sul terreno difficile e montuoso della regione di Camiri. In settembre, tuttavia, l'esercito riuscì a eliminare due gruppi guerriglieri, uccidendo uno dei capi.
Nonostante la natura violenta del conflitto, Guevara fornì cure mediche a tutti i militari boliviani che i guerriglieri presero prigionieri e, di seguito, li rilasciò. Anche dopo l'ultima battaglia di Quebrada del Yuro, in cui fu ferito e catturato, quando fu condotto in un centro di detenzione provvisoria e vide che lì si trovavano diversi militari boliviani rimasti feriti nel combattimento, si offrì di fornirgli assistenza medica (offerta rifiutata dall'ufficiale boliviano in comando). Il piano di Guevara per fomentare la rivoluzione in Bolivia si basava su alcune concezioni sbagliate:
- si aspettava di dover affrontare solo il governo militare locale e il suo esercito, male armato e poco equipaggiato. Al contrario, appena il governo statunitense ebbe confermata la sua presenza in Bolivia, inviò personale della CIA e di altre agenzie per aiutare a organizzare la contro guerriglia. L'esercito boliviano venne addestrato da consiglieri appartenenti alle forze speciali dell'esercito statunitense, incluso un nuovo battaglione dei Rangers esperto in combattimento nella giungla. I reparti speciali statunitensi probabilmente presero parte anche a certi combattimenti;
- si aspettava di ricevere assistenza e cooperazione dai locali oppositori al governo. Queste aspettative vennero frustrate e il Partito comunista boliviano, filosovietico e non filocubano, non lo aiutò affatto, anche se alcuni membri, come Rodolfo Saldana, Serapio Aquino Tudela e Antonio Jimenez Tardiolo lo fecero a titolo personale o si arruolarono nei suoi reparti, contro la volontà dei vertici di partito;
- si aspettava di rimanere in contatto radio con L'Avana. Al contrario, le due trasmittenti a onde corte che gli erano state fornite erano difettose, impedendo le comunicazioni con Cuba. Dopo qualche mese, il registratore a nastro che utilizzavano per registrare e decodificare i messaggi radio provenienti da Cuba fu perso durante l'attraversamento di un fiume.

Oltretutto, la sua inclinazione al confronto più che al compromesso contribuì probabilmente alla sua incapacità di sviluppare un buon rapporto di lavoro con i dirigenti boliviani, come era avvenuto anche in Congo. Questo tratto del suo carattere era emerso anche nel corso della guerriglia a Cuba, ma era stata tenuta sotto controllo dalla guida di Fidel Castro.
In realtà l'ipotesi che il Che stesse preparando la rivoluzione in Bolivia sembra non essere corretta. È più probabile, come confermano anche le ricerche del giornalista boliviano José Luis Alcázar, che stesse preparando una scuola d'addestramento per guerriglieri, per portare in un secondo tempo queste forze a sud ed entrare nel suo Paese d'origine, l'Argentina.

#### Cattura e uccisione

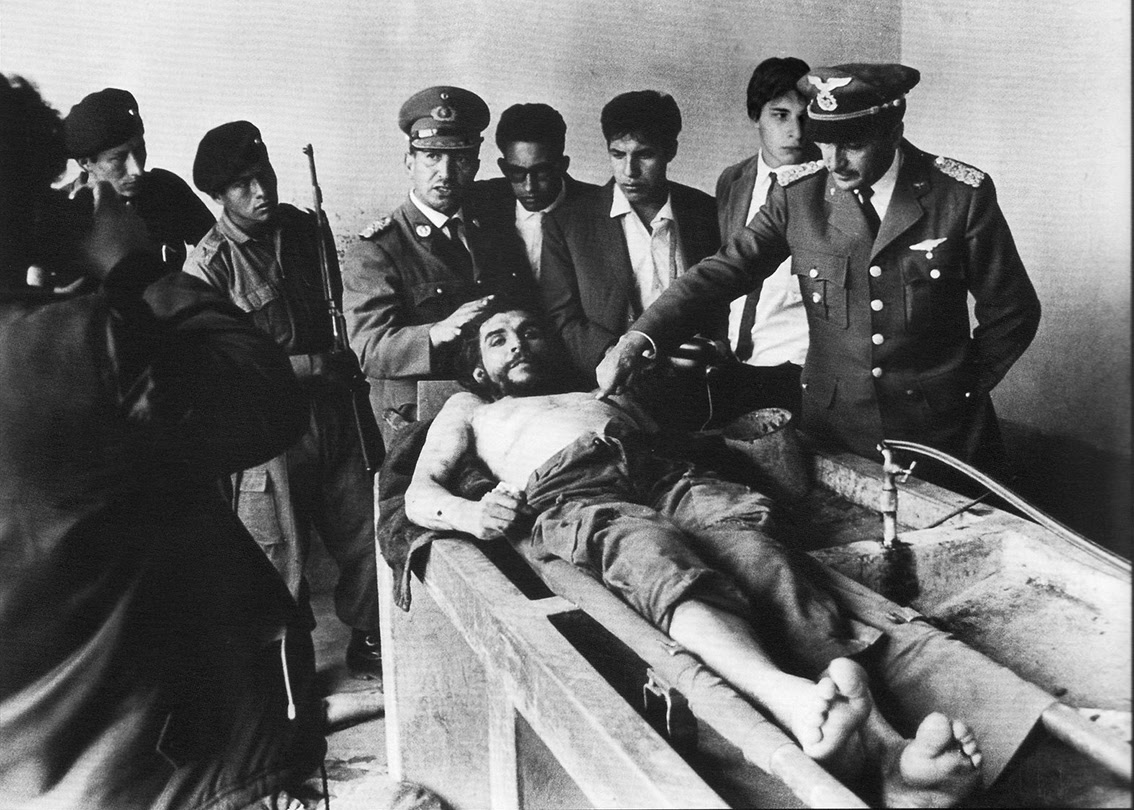
Che Guevara morto e appoggiato su un tavolo, immagine scattata dal fotografo boliviano Freddy Alborta Trigo, 1967

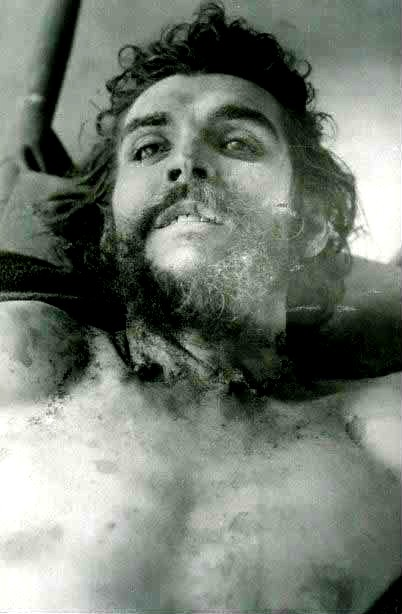
Il cadavere di Che Guevara

Già da più di un mese, dal 31 agosto, l'avanguardia di Guevara era rimasta sola dopo l'annientamento da parte dell'esercito della retroguardia comandata da Joaquin, a Puerto Mauricio, sul Rio Grande. L'imboscata avvenne dopo la delazione del contadino Honorato Rojas che, sotto minaccia dell'esercito (la moglie si lamentò per le percosse inferte al marito), informò sul luogo del possibile attraversamento del fiume da parte dei guerriglieri.
La caccia a Guevara in Bolivia fu guidata da Félix Rodríguez, un agente della CIA che era stato infiltrato a Cuba per prendere contatto con i ribelli dei Monti Escambray e con ambienti anti castristi di L'Avana prima dell'invasione della baia dei Porci e che era stato con successo fatto uscire dall'isola dopo il fallimento dello sbarco. In Bolivia Félix Rodríguez agiva con il nome di Félix Ramos.
Guevara, durante i primi giorni di ottobre, ormai con poche informazioni, senza viveri e con scarse vie di scampo, si rifugiò in un canalone (quebrada) dove fu circondato dalle forze militari. Qui fu catturato dall'esercito boliviano, assieme ad altri guerriglieri, l'8 ottobre del 1967 nella quebrada del Yuro, a pochi chilometri dal villaggio di La Higuera. Si arrese dopo essere stato ferito alle gambe. Essendo disarmato, avrebbe detto: «Non sparate. Sono Che Guevara. Posso esservi più utile da vivo che da morto». Il capo dell'esecutivo boliviano René Barrientos, appena informato della cattura, ordinò l'uccisione e diffuse un comunicato in cui affermava che Che Guevara era morto in combattimento; invece Rodríguez voleva chiedere istruzioni ai suoi superiori. Guevara fu recluso nella piccola scuola del paese, dove passò la notte. Avrebbe chiesto: «Posso avere qualcosa da mangiare? Mi piacerebbe morire a stomaco pieno» e gli sarebbe stato portato un piatto di montone con patate.
Rodríguez riferì la notizia della cattura tramite la rete dell'Agenzia in Sud America, al direttore generale della CIA, Richard Helms, a Langley, in Virginia, mentre governava l'amministrazione Johnson. Che Guevara fu ucciso nel primo pomeriggio successivo, il 9 ottobre 1967. Fu scelto a sorte tra alcuni volontari, Mario Terán, un sergente dell'esercito. Su quanto accadde dopo, esistono diverse versioni. Qualcuno dice che Terán era troppo nervoso, al punto di uscire dal locale e dover essere ricondotto dentro a forza. Per altri, non volle guardare Guevara in faccia, così da sparargli alla gola, ferita che sarebbe stata fatale. Per altri ancora, il sergente avrebbe avuto bisogno di ubriacarsi, al fine di portare a termine il compito. La versione più accreditata racconta che Guevara ricevette diversi colpi d'arma da fuoco alle gambe, sia per evitare di deturpargli il volto e ostacolarne l'identificazione, sia per simulare ferite in combattimento, così da nascondere l'esecuzione sommaria del prigioniero, così come lo stesso Félix Rodríguez ammetterà in un'intervista del 2017, affermando che era già stata data la notizia per radio che il Che era morto in combattimento. Rodríguez, dopo aver parlato col Guevara uscì dalla stanza e disse a Mario Terán di non sparargli in volto, perché apparisse morto in combattimento. Poi si appartò a un centinaio di metri e da lì, e passate da poco le 13:00 del 9 ottobre, udì la breve scarica di mitra di Terán che mise fine alla vita del Che.
Le sue ultime parole sarebbero state: «Addio figli miei, Aleida, Fidel fratello mio». Avrebbe accolto così il suo uccisore: «Lei è venuto a uccidermi. Stia tranquillo, lei sta per uccidere un uomo». Il suo corpo fu legato ai pattini di un elicottero e portato a Vallegrande, dove venne adagiato su un piano di lavaggio dell'ospedale e mostrato alla stampa. Le fotografie prese allora fecero nascere leggende come quelle di San Ernesto de La Higuera e El Cristo de Vallegrande: ancora oggi in Bolivia esiste una sorta di culto religioso intorno alla figura di Guevara, nato dalla somiglianza della prospettiva delle foto con quella del Cristo morto di Andrea Mantegna e dal fatto che il cadavere aveva ancora gli occhi aperti a causa del vento e «guardava come se fosse vivo», come riporta una testimonianza. Immagini del Che si ritrovano difatti, spesso, in luoghi di culto boliviani, specialmente a La Higuera. Dopo l'esecuzione, Rodríguez prese per sé oggetti personali di Guevara e negli anni seguenti avrebbe spesso mostrato con orgoglio ai giornalisti questi cimeli. Dopo che un medico militare ebbe amputato le mani al cadavere onde identificare le impronte, l'esercito boliviano fece sparire il corpo, rifiutandosi di rivelare se i resti fossero stati sepolti o cremati.

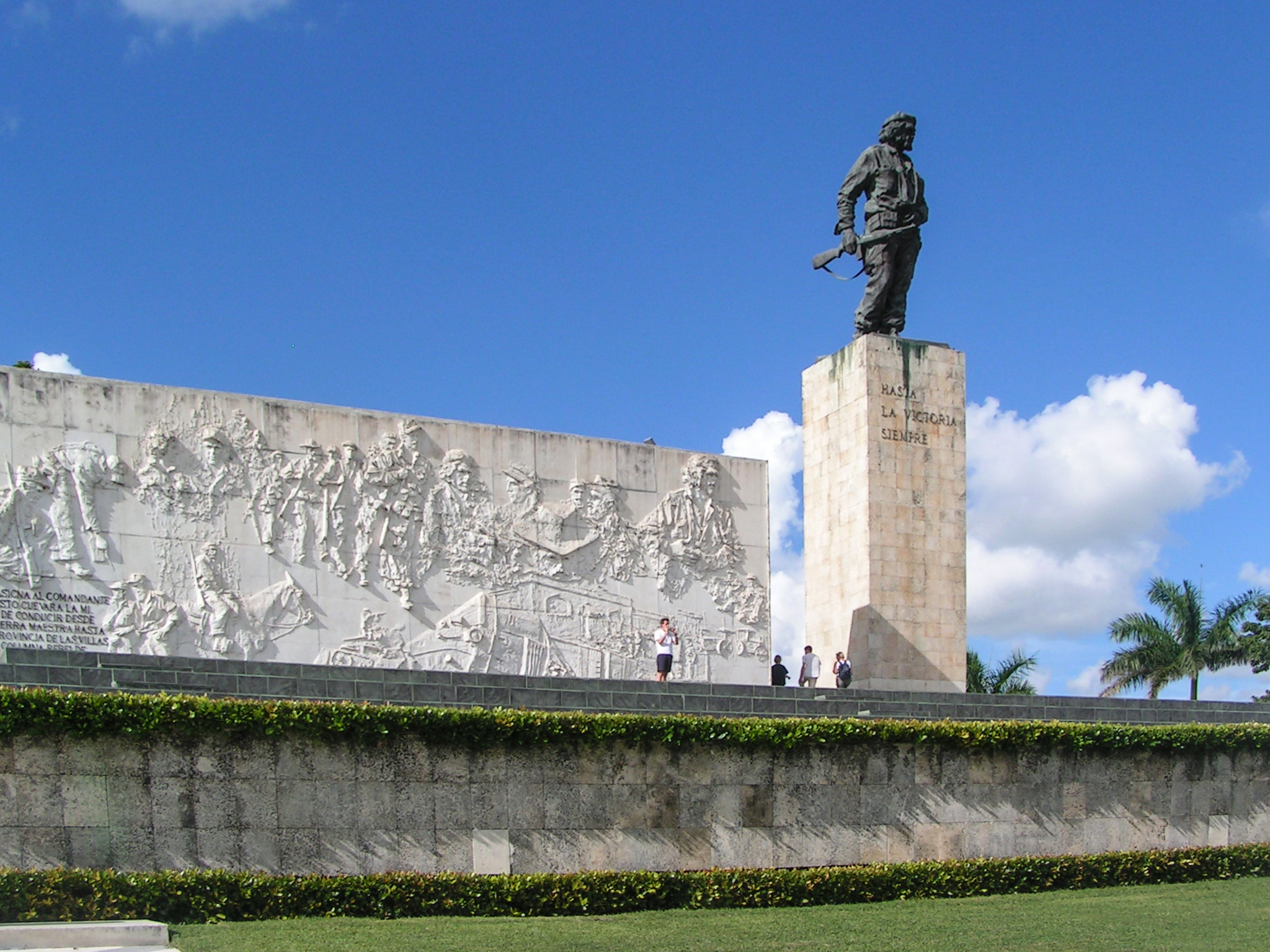
Il mausoleo di Che Guevara, con la tomba sotto il monumento, a Santa Clara (Cuba)

Secondo una versione opposta la CIA non aveva interesse nella morte di Che Guevara, secondo l'agente segreto americano William Blum, il programma della CIA era di portare Guevara a Panamá e usarlo per fare un processo contro Cuba. A sostegno di questa tesi, Antonio Moscato scrive che Barrientos non voleva il processo di Che Guevara, perché si sarebbe trasformato in una tribuna rivoluzionaria, come aveva fatto anni prima Fidel Castro a Cuba con Batista. Un altro fatto, di minore rilevanza, collegato alla cattura e alla morte di Guevara fu l'arresto di Régis Debray: nell'aprile 1967 le forze governative boliviane catturarono Debray, un giovane francese, professore di filosofia all'Università dell'Avana, che aveva studiato all'École Normale Supérieure con il filosofo marxista Louis Althusser, accusandolo di collaborare alla guerriglia. Debray dichiarò con forza di lavorare solo come giornalista e rivelò che Guevara, scomparso da tempo, stava guidando la guerriglia. Il processo a Debray (che divenne un caso internazionale) era appena incominciato quando le autorità boliviane, l'11 ottobre, riportarono (falsamente) che Guevara era stato ucciso nello scontro con le forze governative dei giorni precedenti.
Il 15 ottobre Castro riconobbe pubblicamente la morte di Guevara e proclamò tre giorni di lutto nazionale. La morte del Che fu vista come un grave fallimento per i movimenti rivoluzionari di impronta socialista operanti nell'America Latina e nel resto del terzo mondo. Il 28 giugno 1997 i resti del cadavere di Guevara furono esumati in una fossa comune vicino alla pista di volo a Vallegrande; a guidare gli scavi fu l'antropologo cubano Jorge Gonzalez che il 2 luglio annunciò lo storico rinvenimento. Pochi giorni dopo le spoglie del Che venivano riportate a Cuba e accolte nella base militare di San Antonio de los Banos, 35 chilometri a Sud di L'Avana, da Fidel Castro, suo fratello Raúl, ministro delle FAR (Forze armate rivoluzionarie), la vedova del Che, Aleida March, i figli Aleida, Celia, Camilo ed Ernesto, alcuni dirigenti politici e militari e gli amici.

Dall'11 al 13 ottobre 1997 a Cuba fu proclamato lutto nazionale: le ossa di Guevara, assieme a quelle di sei altri combattenti cubani morti durante la campagna in Bolivia, furono pubblicamente commemorate e quindi tumulate il 17 con tutti gli onori militari in un mausoleo costruito appositamente nella città di Santa Clara, dove trentanove anni prima aveva vinto quella che era stata ritenuta la battaglia decisiva della rivoluzione cubana. Il monumento è corredato da una grande statua con la scritta "Hasta la victoria siempre" e da una lapide recante la parte iniziale del testo del famoso ordine di servizio firmato da Fidel Castro il 21 agosto 1958, con cui venivano comunicate le istruzioni operative per la colonna numero 8, comandata da Guevara:

### La giovane che "vendicò" Che Guevara
La mattina del 1º aprile 1971 Roberto Quintanilla, l'ex colonnello dei servizi segreti boliviani che aveva voluto la morte di Che Guevara e che aveva posato trionfante sul corpo del suo luogotenente Inti Peredo, venne assassinato nella sede del consolato boliviano di Amburgo. I colpi mortali partirono da una Colt Cobra registrata a nome di Giangiacomo Feltrinelli. La vendetta si consumò per mano di Monika Ertl, una giovane di origine tedesche che aveva abbracciato gli ideali rivoluzionari.
Per attuare il suo piano, la giovane si era finta una giornalista australiana ed aveva chiesto di poter intervistare il neo console Quintanilla. Non appena entrata nello studio consolare, Monika Ertl estrasse dalla borsa la pistola e sparò tre colpi, che colpirono tutti l'ex colonnello dei servizi segreti. Nella fuga la donna abbandonò nello studio la pistola, la borsa, una parrucca ed un biglietto con su scritto: "Vittoria o morte".
Si scoprì poi che la giovane aveva combattuto in seconda linea in Bolivia assieme a Che Guevara, e che dopo la sua morte era entrata a far parte dell'E.L.N. (Esercito di Liberazione Nazionale) boliviano.
Dopo l'uccisione di Roberto Quintanilla, della ragazza si persero le tracce, per poi scoprire che era tornata in Bolivia a combattere con l'E.N.L. Monika Ertl morirà due anni dopo, nel 1973, a seguito di un'imboscata da parte dell'esercito boliviano. Il luogo di sepoltura non è mai stato reso noto.

## Vita privata

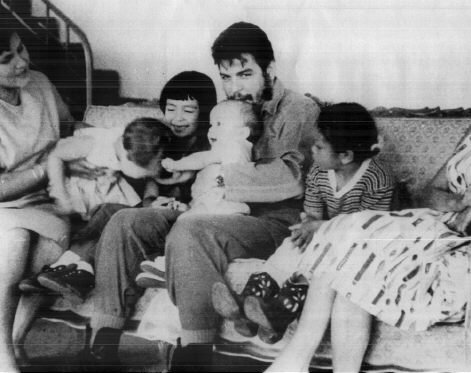
Nella foto, da sinistra a destra: Aleida March, Camilo, Hilda, Celia e Aleida, 1963

Ernesto Guevara si sposò due volte ed ebbe cinque figli.
Il primo matrimonio fu con Hilda Gadea il 18 agosto 1955, in Messico. Hilda era un'economista e dirigente peruviana dell'APRA che conobbe Guevara in Guatemala. Insieme ebbero una figlia, Hilda Beatriz, detta Hildita, nata il 15 febbraio 1956 e morta il 21 agosto 1995. Guevara divorziò da Hilda nel 1959. Dopo la rivoluzione Hilda ricoprì alti incarichi a Cuba dove si era definitivamente trasferita, scrivendo anche un libro dal titolo Che Guevara: los años decisivos. Morì nel 1974 a L'Avana.
Il secondo matrimonio fu con Aleida March Torres, avvenuto a L'Avana il 2 giugno 1959. Aleida era una militante del Movimento del 26 luglio della provincia di Villa Clara e conobbe Guevara quando questi stava sviluppando la sua offensiva finale al regime di Batista, poco prima della battaglia di Santa Clara. Insieme ebbero quattro figli: Aleida, nata il 24 novembre 1960, Camilo (20 maggio 1962-29 agosto 2022), Celia (14 giugno 1963) ed Ernesto (24 febbraio 1965).
Lo storico messicano Jorge Castaneda nel suo libro Compañero, vita e morte di un mito menziona anche di un figlio di Guevara avuto da una relazione extramatrimoniale con Lidia Rosa López, Omar Perez, nato il 18 marzo 1964.

## Guevara come icona rivoluzionaria

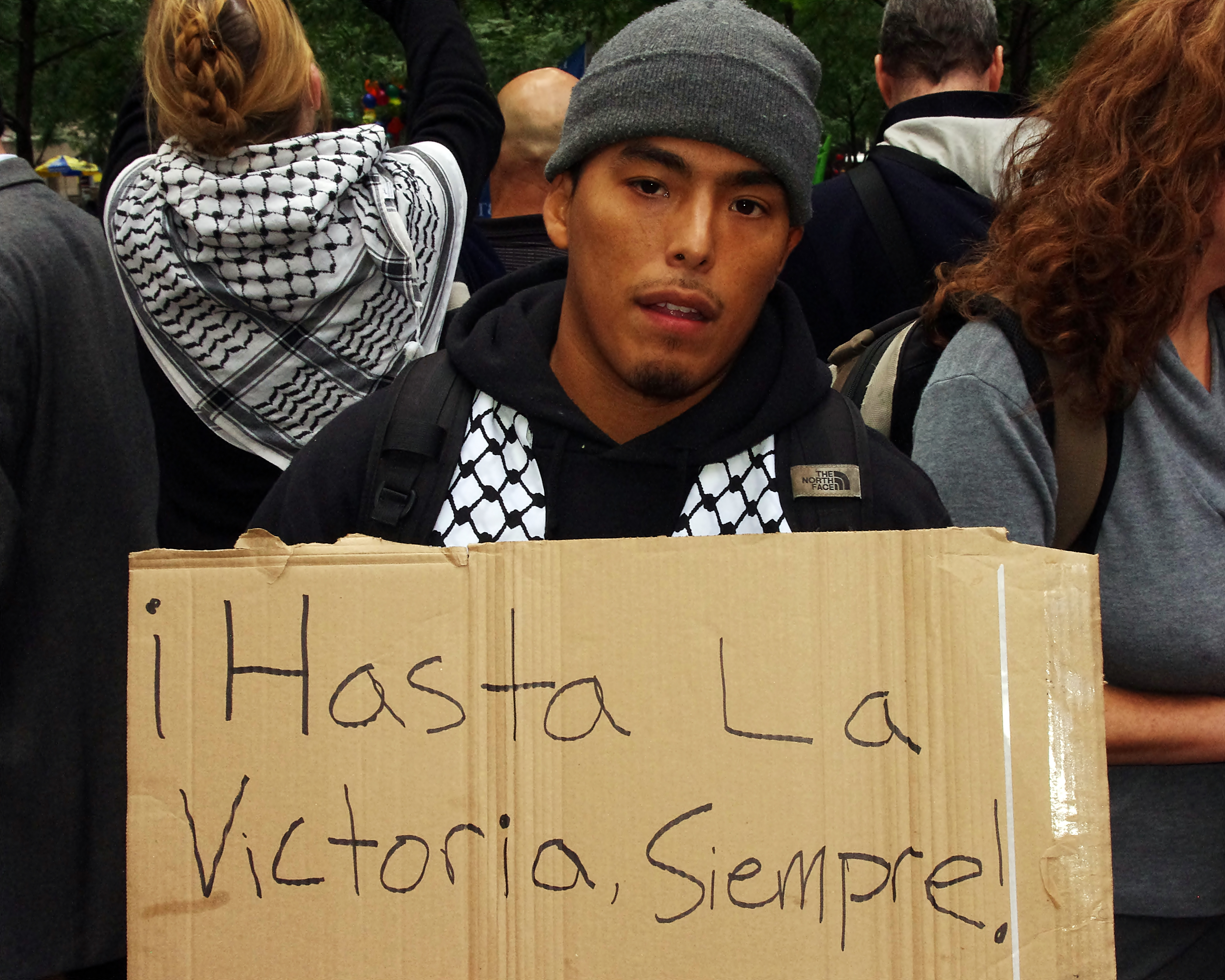
Durante la protesta Occupy Wall Street, svoltasi nel 2011, un manifestante porta un cartello col motto del Che

La figura di Ernesto Guevara è assurta alla dimensione di mito per quella parte di persone che si riconoscono nei suoi ideali rivoluzionari.
A testimonianza della grande risonanza mediatica dell'immagine di Guevara si può portare ad esempio il fatto che la fotografia del Che scattata il 6 marzo 1960 dal fotografo Alberto Korda e da questi regalata all'editore italiano Giangiacomo Feltrinelli è diventata una delle immagini più famose del XX secolo, la più celebre secondo l'Istituto d'Arte del Maryland. Meno nota è la circostanza dello scatto: fu realizzata da Korda durante il funerale di Stato dei 101 morti causati dall'esplosione del cargo "la Coubre" il 4 marzo 1960 ormeggiato al porto di La Habana. La responsabilità diretta di questo atto terroristico è da attribuirsi agli esuli anticastristi e dall'appoggio logistico e finanziario della CIA nell'ambito dell'operazione Mongoose.
Guevara è stato interpretato al cinema da Francisco Rabal (1968), Omar Sharif (1969), Antonio Banderas (1996), Alfredo Vasco (1999), Gael García Bernal (2004), Eduardo Noriega (2003), Jesu Garcia (2005) e Benicio del Toro (2008).

## Opposizione alla sua figura
Alcuni autori hanno accusato Guevara per la sua concezione ideologica, che reputano esemplificata tra l'altro dalla seguente dichiarazione del Che:
(dal Messaggio alla Tricontinental il 16 aprile 1967, articolo di Ernesto Guevara pubblicato in quattro lingue, ovverosia spagnolo, inglese, francese e italiano, a cura della Segreteria Esecutiva dell'OSPAAAL, l'Organizzazione della Solidarietà dei Popoli d'Africa, Asia e America Latina leggibile nel suo testo originale (in spagnolo), in inglese e in italiano.)

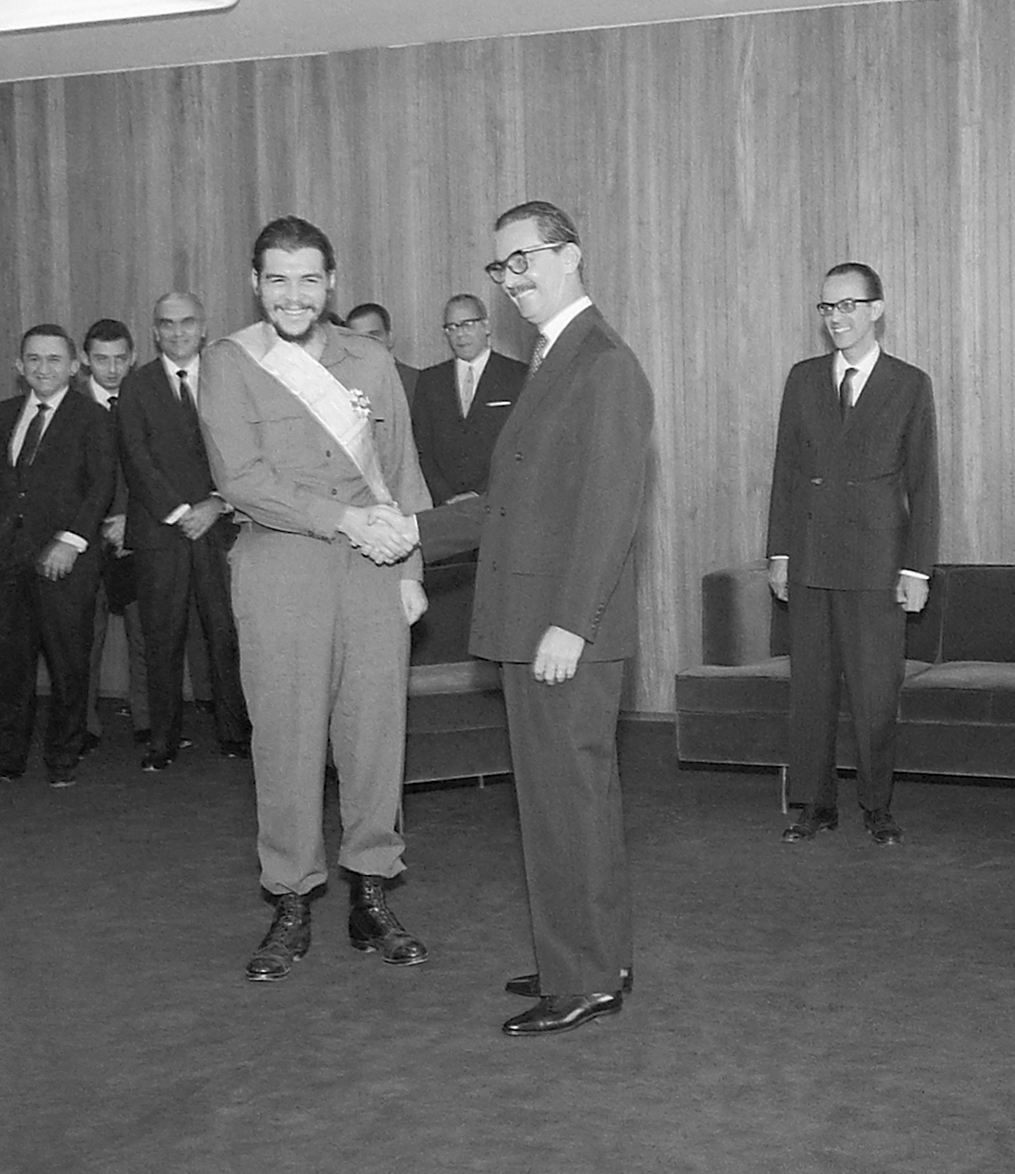
Il presidente brasiliano Jânio Quadros consegna a Ernesto Guevara l'Ordine della Croce del Sud, 1961

Accuse vengono mosse anche in relazione al ruolo che Che Guevara ha avuto come giudice d'appello nel contesto dell'applicazione delle cosiddette "Ley de la Sierra": si trattava di una normativa penale risalente al XIX secolo. Tali "Ley de la Sierra" comminavano la pena capitale per i criminali e vennero estese all'intero territorio cubano nel 1959, allo scopo di perseguire coloro che erano considerati "criminali di guerra".
A proposito di queste accuse, Jon Lee Anderson afferma di non aver trovato fonti credibili che attribuiscano a Guevara la morte di innocenti, bensì di quanti si erano macchiati di colpe come stupri, torture e omicidi e di aver condotto le sue ricerche anche tra gli anticastristi e la comunità cubana in esilio. Nel corso dei processi tenutisi a La Cabana nel periodo summenzionato venne inflitta la pena di morte per fucilazione seppure le fonti siano discordi sul numero esatto dei condannati. Jon Lee Anderson, tuttavia, riporta che Guevara, giunto alla fortezza della Cabana, trattò con rispetto molti ufficiali dell'esercito sconfitto. A La Cabana furono istituiti due tribunali rivoluzionari, uno per giudicare poliziotti e soldati, uno per i civili; Guevara non era membro di nessuno dei due, ma nella sua posizione di comandante della guarnigione esaminava le richieste di appello e i presidenti dei tribunali erano suoi subordinati. D'altra parte, Roberto Occhi cita Castaneda: "Le responsabilità di Guevara negli eventi della Cabana [...] devono comunque essere considerate nel contesto di quel tempo. Non ci fu nessun bagno di sangue, né fu sterminata gente innocente [...]. Dopo gli eccessi di Batista e lo sfogo di passioni in quei mesi d'inverno è anzi sorprendente il fatto che ci siano state così poche violenze ed esecuzioni".
Tali processi e le relative esecuzioni sono state tacciate di arbitrarietà: il rispetto dei diritti dell'imputato, come la presunzione d'innocenza e il diritto a un giusto processo, secondo i critici, sarebbe stato meramente formale e non sostanziale, il che sarebbe dimostrato dalla brevità dei procedimenti giudiziali e dalla violazione fattuale del diritto di difesa. Il modo in cui i processi vennero condotti e le condanne inflitte suscitarono scandalo e proteste presso la stampa occidentale e in particolare presso il Time. Jon Lee Anderson, invece, riporta le testimonianze di Miguel Angel Duque de Estrada e Orlando Borrego per l'istruzione dei processi: coloro che si erano macchiati di colpe estreme, come torture ed assassinii, venivano condannati, non chi si era reso colpevole di reati leggeri. Quanti avevano subito dei maltrattamenti non potevano essere tra coloro che giudicavano gli imputati proprio per evitare estremismi. Anderson riporta che i processi erano corretti nella sostanza, con avvocati di difesa, testimoni, pubblico e pubblica accusa.
Secondo quanto riporta Taibo, il tribunale rivoluzionario riservato ai civili non comminò pene capitali. Il Che credeva nella giustizia rivoluzionaria e la pressione dell'opinione pubblica in questo senso era molto forte, tuttavia, il biografo scrive che Guevara disse, rivolgendosi ad un gruppo di ribelli troppo solleciti nel voler ottenere una giustizia immediata: «Né voi né nessuno può farsi giustizia da solo. Esistono dei tribunali rivoluzionari». Sempre riferendosi al Che, Taibo scrive anche che "risultano assolutamente irreali le versioni diffuse tra gli esuli cubani che lo fanno diventare il macellaio della Cabana, personalmente responsabile di tutte le fucilazioni avvenute a Cuba".
Nel 1960 inaugura il sistema concentrazionario cubano, venendo posto a capo del primo campo di lavoro castrista, creato quell'anno a Guanahacabibes sulla penisola di Guahana allo scopo di punire, per stessa ammissione di Guevara, "la gente che ha mancato nei confronti della morale rivoluzionaria". Il periodo di attività del campo si protrasse ben oltre il periodo in cui Guevara ne fu a capo.
Régis Debray, ideologo dei focolai di guerriglia rivoluzionari, compagno di Guevara in Bolivia e suo delatore dopo essere stato arrestato, affermò con riferimento a questi che «è stato lui e non Fidel a ideare il primo "campo di lavoro correzionale"». Guevara è stato visto da alcuni come la mente del regime castrista nella sua prima fase di vita (all'incirca tra il 1959 e il 1965) ed è stato pertanto considerato responsabile o comunque complice di quanto avvenuto in questa parte della storia di Cuba.
Per quanto riguarda Guanahacabibes, in Taibo, invece, si legge che il campo di lavoro comprendeva un centinaio di persone, senza vigilanza e fornite di armi. È un villaggio autosufficiente, dove, nei casi di indisciplina o errori nel lavoro, si rimaneva da alcune settimane ad un massimo di un anno. Chi subiva la sanzione, poteva ricorrere in appello. Il ministero si occupava dei bisogni della famiglia di chi stava nel campo per tutto il periodo. Al suo ritorno, il lavoratore riprendeva il suo posto al ministero. Guevara andava la domenica per dividere il lavoro con gli occupanti del campo. Secondo invece lo storico Jorge G. Casteṅeda, Che Guevara nell'istituire il primo campo di lavoro a Guanahacabibes mostrò la sua corresponsabilità nella repressione dei dissidenti politici effettuata dal regime castrista.
Riguardo alla "rieducazione" dei dissidenti e degli omosessuali tra il 1965 e il 1968 negli UMAP (Unidad Militar de Ayuda a la Producción) la cui creazione è successiva alla partenza di Guevara da Cuba, va rilevato che Castro nel 2010, ha chiesto pubblicamente scusa riguardo agli omosessuali, assumendosene la responsabilità politico-morale, sostenendo che «se qualcuno è responsabile, sono io. Non darò la colpa a nessuno».

## Scritti

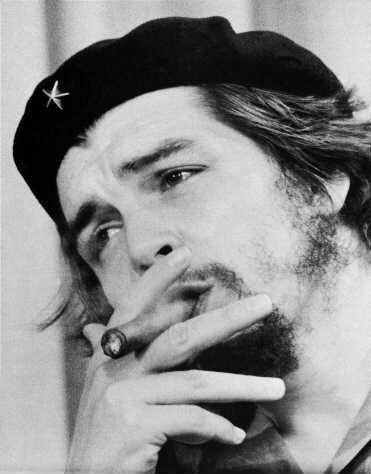
Guevara con il celebre sigaro

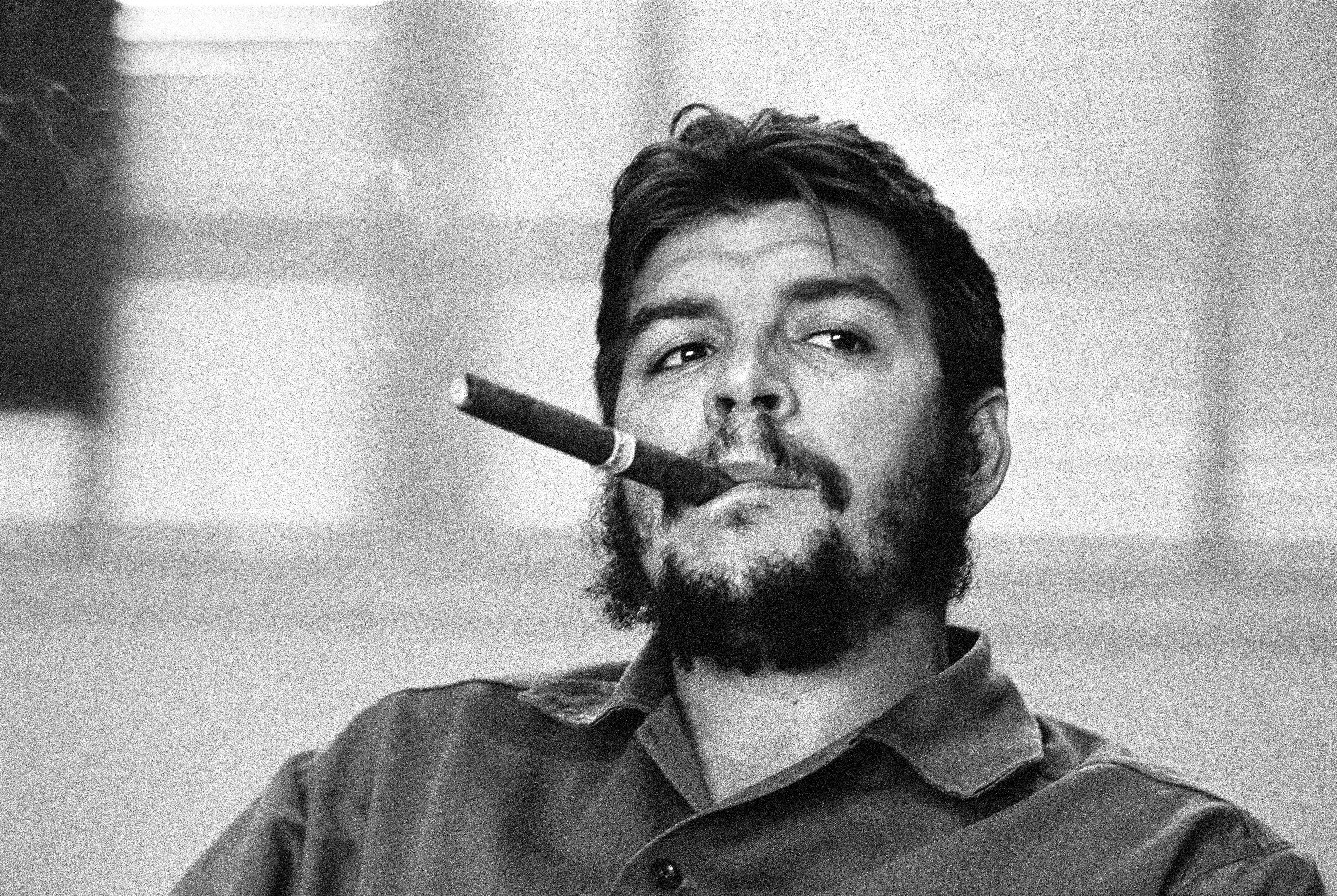
Altra immagine celebre del Comandante con il sigaro

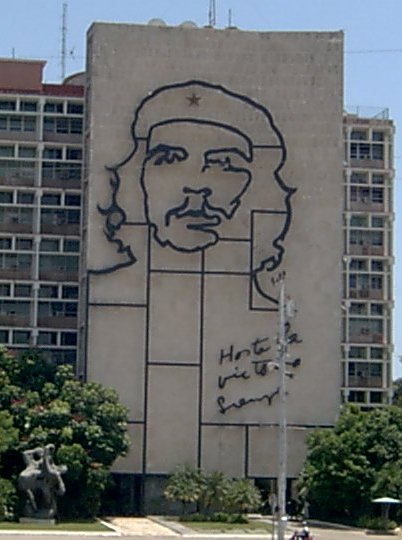
Famoso rilievo scultoreo di Che Guevara, opera dell'artista cubano Enrique Ávila, ispirato alla celebre fotografia del Che di Alberto Korda, Plaza de la Revolución, L'Avana, Cuba

Guevara fu autore di poesie e di saggi letterari e storici, interessanti anche perché contengono le sue osservazioni politiche, come è possibile per esempio riscontrare nel commento che scrisse sul libro di Pablo Neruda intitolato Canto Generale.
Guevara fu autore di La guerra di guerriglia, un libro di strategia militare, che tratta del modo di condurre guerre irregolari. Venne considerato per un certo tempo un testo utile per comprendere, condurre e contrastare le strategie di guerra basate sulla guerriglia. Secondo molti, invece, la sua uccisione in Bolivia testimonia come, in materia, non esistano strategie risolutive. Guevara credeva che un piccolo gruppo (foco) di guerriglieri, attaccando violentemente il governo, avrebbe potuto stimolare fra la popolazione sentimenti rivoluzionari, grazie ai quali non sarebbe stato necessario costituire dei movimenti molto forti e portare avanti la lotta rivoluzionaria con fasi regolari prima di lanciare l'insurrezione armata finale. Era infatti convinto che il consenso popolare fosse indispensabile per la rivoluzione e che senza di esso non fosse possibile portare avanti alcun movimento rivoluzionario.
Coloro che sostengono ancor oggi la validità delle strategie esposte in La guerra di guerriglia attribuiscono l'insuccesso di Guevara in Bolivia alla particolare realtà boliviana, nella quale i contadini, che avrebbero dovuto costituire la base dell'esercito di Guevara per la progettata rivoluzione boliviana, guardavano con diffidenza gli stranieri che dicevano di combattere per loro, il che determinò l'isolamento del gruppo di Guevara. Essi affermano che sulle cause dell'insuccesso boliviano avrebbe pesato anche il contesto internazionale: i partiti comunisti boliviani non avrebbero collaborato alla progettata insurrezione, e in quella fase delicata della guerra fredda ogni tentativo di riproporre la "rivoluzione mondiale" non sarebbe stato ben visto nei maggiori paesi del blocco socialista.
Tra i suoi scritti anche Prima di morire. Appunti e note di lettura, che raccoglie citazioni ritrovate dopo la morte di Guevara in un suo quaderno di appunti.
Guevara si mostrò sempre umile nei propri diari e nelle corrispondenze con la famiglia e gli amici, minimizzando l'importanza del suo ruolo negli eventi. Nonostante nelle battaglie fosse sempre stato l'ultimo a ripiegare, nel primo attacco della sua colonna, quello alla caserma di Bueycito nell'agosto 1957, ammise di essersi dato alla fuga, analogamente a come aveva fatto durante l'attacco di sorpresa di Altos de Espinosa. A proposito il giornalista argentino Rodolfo Walsh dichiarò anni dopo: «Che io ricordi, nessun capo militare, nessun generale, nessun eroe aveva mai descritto sé stesso in fuga in due occasioni».

### Edizioni italiane delle opere del Che
- La guerra per bande, Milano, Edizioni Avanti!, 1961.
- Sulla Sierra con Fidel. Cronache della rivoluzione cubana, Roma, Editori Riuniti, 1965.
- Creare due, tre molti Viet-Nam. È la parola d'ordine, Milano, Libreria Feltrinelli, 1967.
- Da un altro Vietnam, Roma, Samonà e Savelli, 1967.
- La guerra di guerriglia e altri scritti politici e militari, Milano, Feltrinelli, 1967.
- Lettere, diari e scritti, Roma, Tindalo, 1967.
- Il socialismo e l'uomo a Cuba, Milano, Libreria Feltrinelli, 1967.
- Ai giovani; Cuba non è un'eccezione storica, Roma, Samonà e Savelli, 1968.
- Contro la burocrazia; Che cos'è un quadro rivoluzionario; Operai e partito, Roma, Samonà e Savelli, 1968.
- Diario in Bolivia, Milano, Feltrinelli, 1968.
- Opere, 3 voll., Milano, Feltrinelli, 1968-1969.

I, La guerra rivoluzionaria, Milano, Feltrinelli, 1968.
II, Le scelte di una vera rivoluzione, Milano, Feltrinelli, 1968.
III, Nella fucina del socialismo, 2 tomi, Milano, Feltrinelli, 1969.
- Questa grande umanità, Roma, Tindalo, 1968.
- Scritti, discorsi e diari di guerriglia. 1959-1967, Torino, Einaudi, 1969.
- Il marxismo vivente del Che. Raccolta di scritti di Ernesto Che Guevara, Milano, Nuove Edizioni Internazionali, 1987.
- Scritti politici e privati di Che Guevara, Roma, Editori Riuniti, 1988. ISBN 88-359-3152-5
- Latinoamericana. Due diari per un viaggio in motocicletta, Milano, Feltrinelli, 1993. ISBN 88-07-42069-4
- Latinoamericana. Un diario per un viaggio in motocicletta, Milano, Feltrinelli, 1993. ISBN 88-07-81259-2
- La costruzione del partito nel pensiero del Che, Sesto San Giovanni, Il papiro, 1993.
- Scritti scelti, 2 voll., Roma, Erre Emme, 1993. ISBN 88-85378-50-1
- L'anno in cui non siamo stati da nessuna parte. Il diario inedito di Ernesto Che Guevara in Africa, Firenze, Ponte alle Grazie, 1994. ISBN 88-7928-275-1
- Diario da Cuba, Roma, Libera informazione, 1994.
- Calida presencia. Lettere di Che Guevara a Tita Infante, 1952-1956, Milano, Punto rosso, 1996.
- La conquista della speranza. Diari inediti 1956-1957, con Raúl Castro, Milano, M. Tropea, 1996. ISBN 88-438-0000-0
- Ideario, Roma, Grandi tascabili economici Newton, 1996. ISBN 88-8183-384-0
- Diario della rivoluzione cubana, Roma, Grandi tascabili economici Newton, 1996. ISBN 88-8183-544-4
- Cuba: eccezione storica o avanguardia nella lotta al colonialismo?, Milano, Baldini & Castoldi, 1996. ISBN 88-8089-106-5
- L'economia (Che y la economia), Milano, Baldini & Castoldi, 1996. ISBN 88-8089-107-3
- I giovani, Milano, Baldini & Castoldi, 1996. ISBN 88-8089-110-3
- Politica e sviluppo, Milano, Baldini & Castoldi, 1996. ISBN 88-8089-157-X.
- Lettere scelte, Milano, Baldini & Castoldi, 1996. ISBN 88-8089-159-6.
- Opere scelte, 2 voll., Milano, Baldini & Castoldi, 1996

I, L'azione armata, Milano, Baldini & Castoldi, 1996. ISBN 88-8089-185-5.
II, La trasformazione politica, economica e sociale, Milano, Baldini & Castoldi, 1996. ISBN 88-8089-186-3.
- Diario di Bolivia. Illustrato e versione definitiva, Roma, Erre Emme, 1996. ISBN 88-85378-87-0.
- La rivoluzione dei popoli oppressi, Roma, Datanews, 1996. ISBN 88-7981-036-7.
- Breviario, Milano, Rusconi, 1997. ISBN 88-18-36116-3.
- Passaggi della guerra rivoluzionaria, Roma, Erre Emme-La Habana, Editora politica, 1997. ISBN 88-457-0107-7.
- Testi essenziali, Roma, Erre Emme, 1997. ISBN 88-457-0108-5.
- Prima di morire. Appunti e note di lettura, Milano, Feltrinelli, 1998. ISBN 88-07-81491-9.
- Poesie e scritti sulla letteratura e l'arte, Roma, Grandi Tascabili Economici Newton, 1999. ISBN 88-8289-237-9.
- Passaggi della guerra rivoluzionaria: Congo, Milano, Sperling & Kupfer, 1999. ISBN 88-200-2698-8.
- Otra vez, Milano, Sperling & Kupfer, 2000. ISBN 88-200-2990-1.
- Il sogno rivoluzionario, Roma, Newton & Compton, 2000. ISBN 88-8289-451-7.
- Diario della rivoluzione cubana, Roma, Grandi Tascabili Economici Newton, 2002. ISBN 88-8289-753-2.
- Poesie, Napoli, Liguori, 2002. ISBN 88-207-3464-8.
- America latina. Il risveglio di un continente, Milano, Feltrinelli, 2005. ISBN 88-07-42116-X.
- Leggere Che Guevara. Scritti su politica e rivoluzione, Milano, Feltrinelli, 2005. ISBN 88-07-42113-5.
- La storia sta per cominciare. Una biografia per immagini, Milano, Oscar Mondadori, 2005. ISBN 88-04-54879-7.
- Sui giovani e sull'università, Napoli, La Città del Sole, 2005. ISBN 88-8292-271-5.
- Giustizia globale, Milano, Oscar Mondadori, 2006. ISBN 88-04-55373-1.
- La guerra rivoluzionaria a Cuba, Milano, Mondadori, 2008. ISBN 978-88-04-58080-5.
- Il sogno internazionalista, Roma, L'Espresso, 2011.
- Breviario rivoluzionario, Milano, Kaos, 2014. ISBN 978-88-7953-256-3.
- Hasta la victoria siempre. Il libretto rosso di Ernesto "Che" Guevara. La teoria e la pratica della rivoluzione spiegata con le parole e la querida presencia del Comandante, a cura di Cristiano Armati, Roma, Red Star Press, 2017. ISBN 978-88-6718-108-7.
- Latinoamericana. I diari della motocicletta, Milano, Mondadori, 2019. ISBN 978-88-04-71982-3.
- Che cos'è un guerrigliero, Prato, Piano B, 2020. ISBN 978-88-93710-26-8.
- Luce che accende la tua notte. Le poesie del Che e altri scritti, Reggio Emilia, Aliberti, 2021. ISBN 978-88-93233-65-1.
- Vale la pena lottare. La rivoluzione spiegata ai ragazzi, Napoli, Marotta & Cafiero, 2021. ISBN 978-88-313-7930-4.
- Discorso all'ONU. [1964], Meduna di Livenza, Alba, 2022. ISBN 979-12-81172-03-6.

## Filmografia parziale
- Che! (1969), regia di Richard Fleischer
- Evita (1996), regia di Alan Parker
- I diari della motocicletta (2004), regia di Walter Salles
- Che - L'argentino (2008), regia di Steven Soderbergh
- Che - Guerriglia (2008), regia di Steven Soderbergh

## Nella cultura popolare

### Musica
I seguenti brani sono dedicati a lui
- Anch'io ti ricorderò di Sergio Endrigo dell'album Endrigo (album 1968)
- Stagioni dell'omonimo album di Francesco Guccini
- Canzone per il Che nell'album Ritratti di Francesco Guccini
- Jamas nell'album La prova di Raf
- Cohiba nell'album Il dado di Daniele Silvestri.

La canzone Celia de la Serna di Roberto Vecchioni, contenuta nell'album El bandolero stanco, è dedicata alla madre, mentre la canzone 1º aprile 1965 di Angelo Branduardi contenuta nell'album Pane e rose è liberamente tratta da una lettera di Ernesto Guevara ai suoi genitori.

### Altri media
- Che Guevara appare nel manga Baki the Grappler come uno dei combattenti; per la precisione, si tratta di un'incarnazione alternativa di nome Jun Guevaru.
- Appare anche nel romanzo Quinto comandamento di Valerio Massimo Manfredi del 2018.